# Museo nazionale di scultura
Il Museo nazionale di scultura a Valladolid  è il più rilevante museo spagnolo di scultura.

## Storia
Il museo fu costituito nel 1842 per accogliere opere religiose derivate dalle soppressioni di monasteri e conventi nel 1836.

## La sede
Comprende vari edifici costruiti tra il XV e il XVI secolo:
- il collegio di San Gregorio che ospita il nucleo del museo, e uno dei più importanti esempi di stile tardo gotico spagnolo.  Il portale, attribuito a Gil de Siloé e Simone di Colonia, si distingue per la sua esuberante decorazione scultorea. Divisa in varie sale allestite per stili in ordine cronologico, l'esposizione mostra opere dal tardo medioevo al XIX secolo. Conserva capolavori di Alonso Berruguete, Juan de Juni, Gregorio Fernández, Pedro de Mena, Alonso Cano, Francisco Salzillo, Luis Salvador Carmona ed altri importanti scultori
- il palazzo di Villena ospita il presepe napoletano
- il palazzo del Conte di Gondomar dove si può vedere una raccolta di calchi integrali eseguiti nel XVI secolo, che riproducono opere scultoree greca e romana.

## Collezione

### Collezione di alcune dipinti

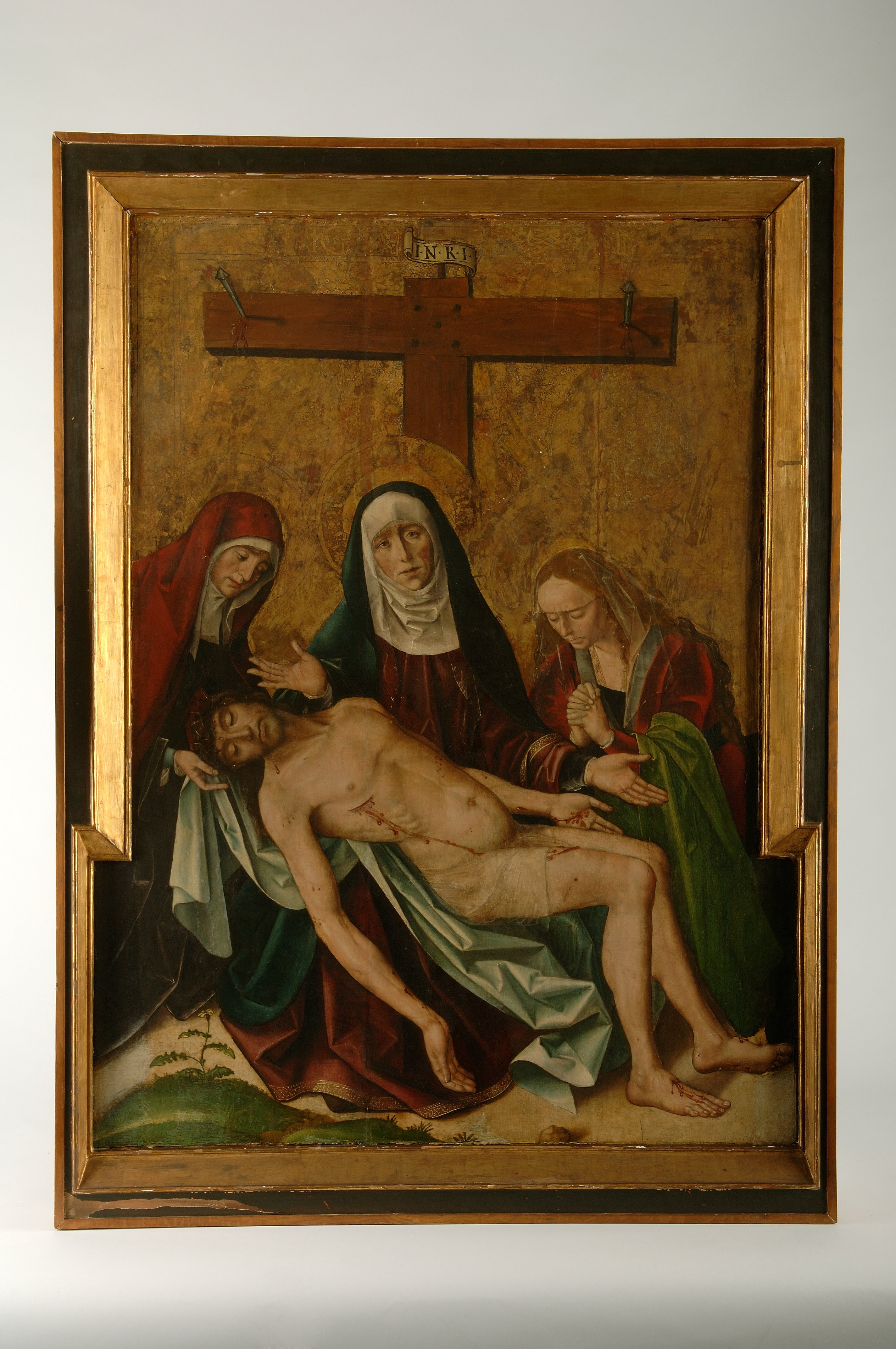
Pietà di Pedro Berruguete, 1480
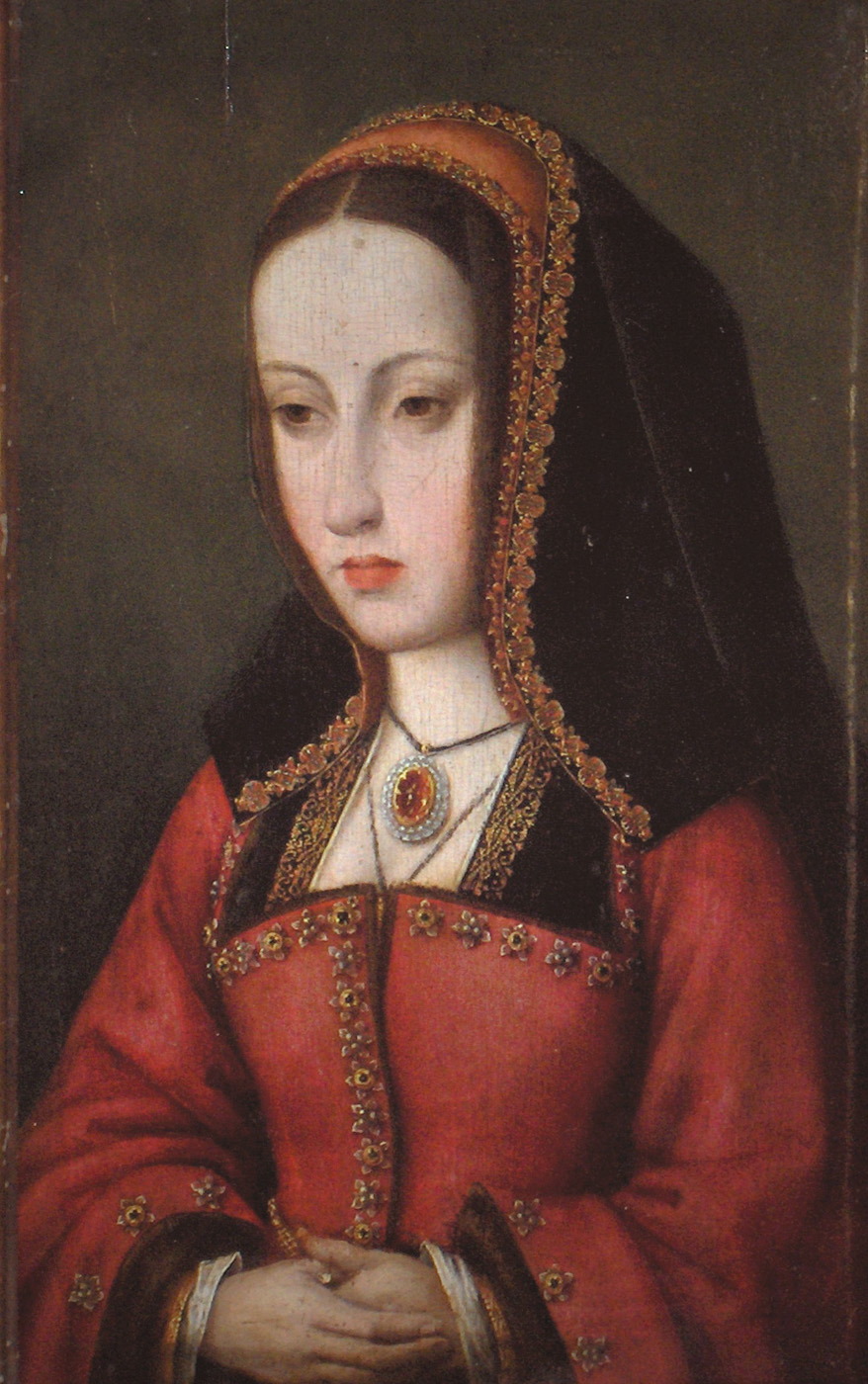
Giovanna di Castiglia, Eventualmente da Jacob van Lathem, intorno 1500
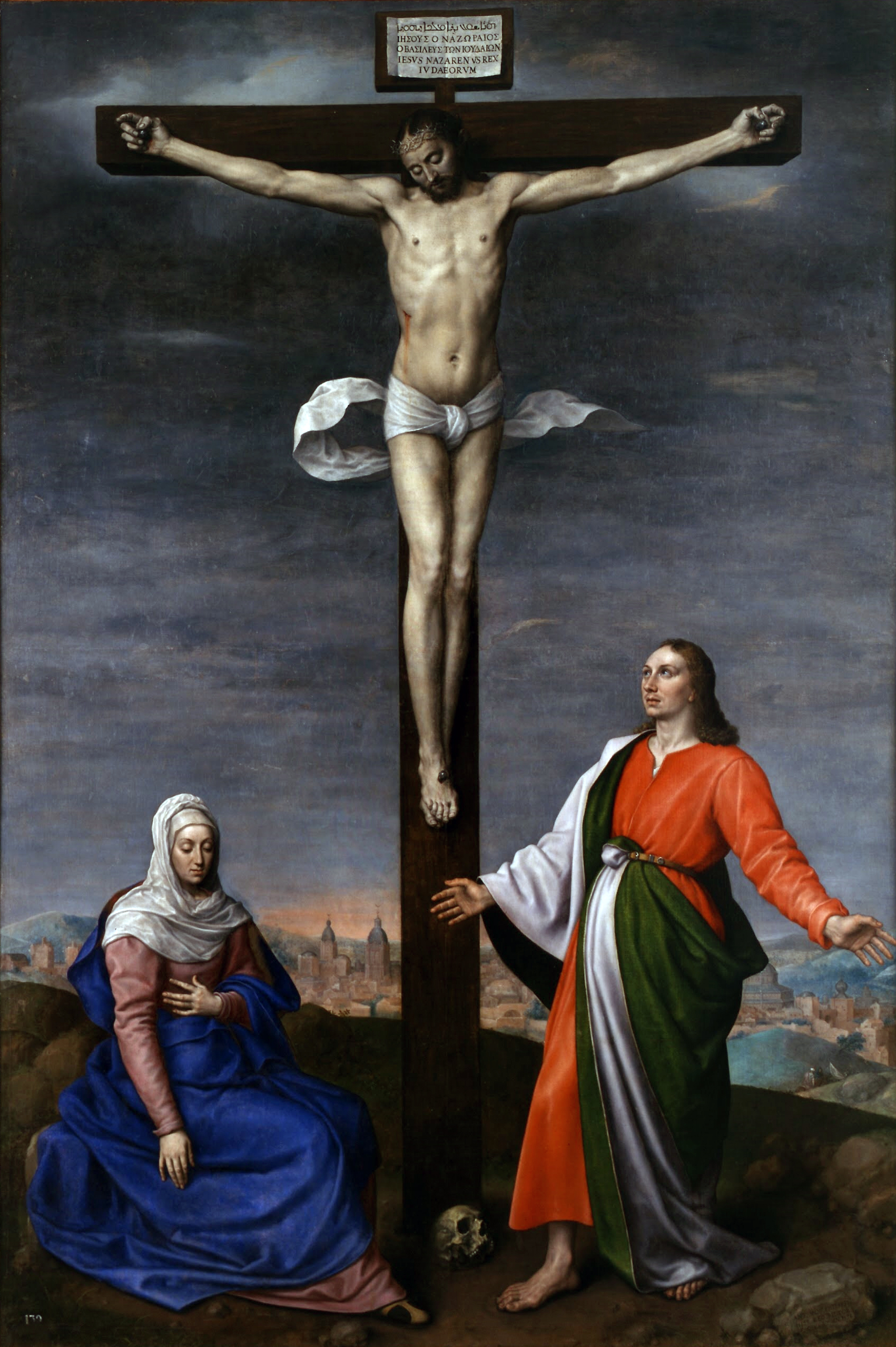
Il Calvario di Antonio Moro, 1573
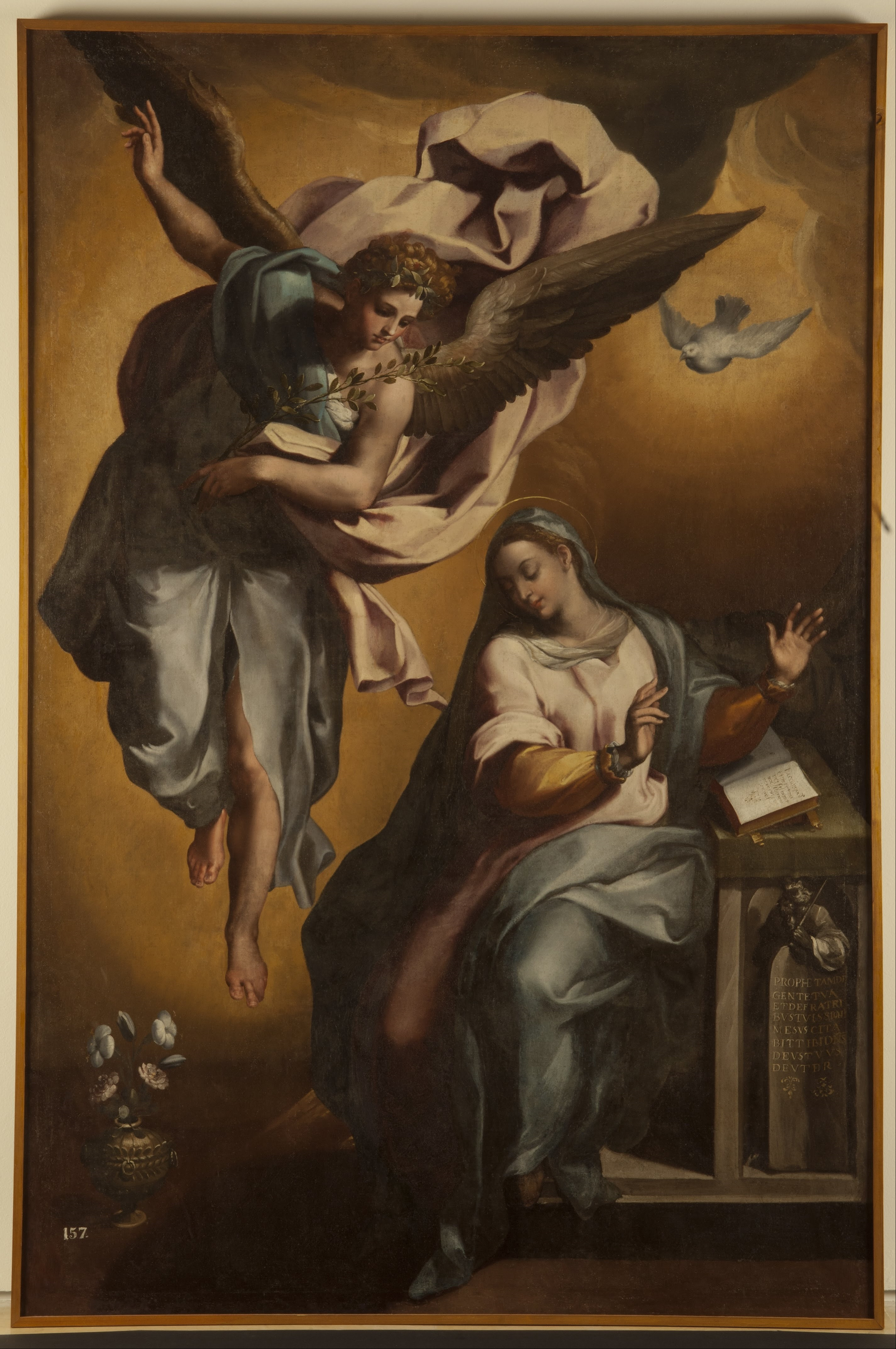
L'annunciazione di Maria di Gregorio Martínez, 1596
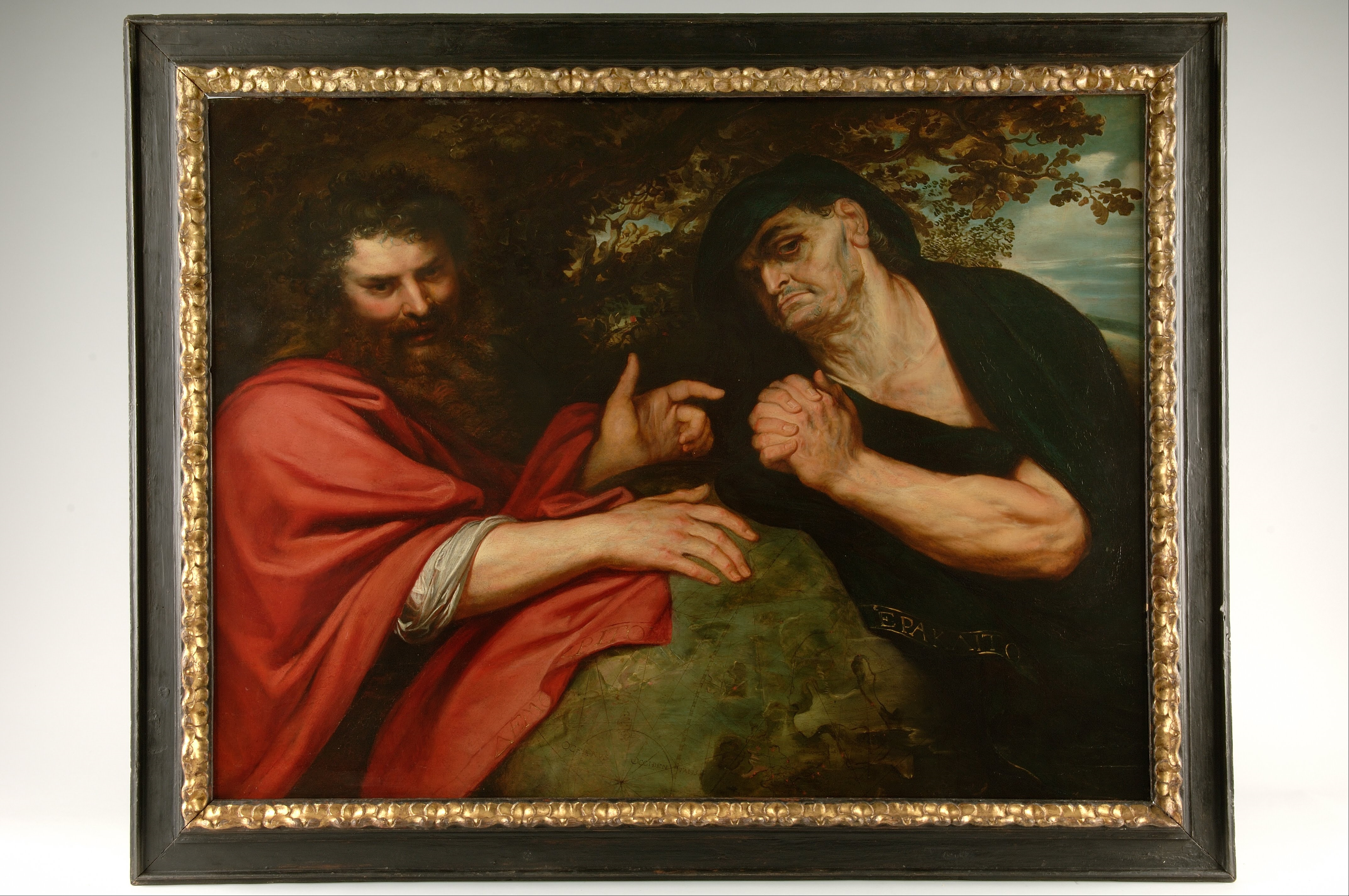
Democrito ed Eraclito di Rubens, 1603
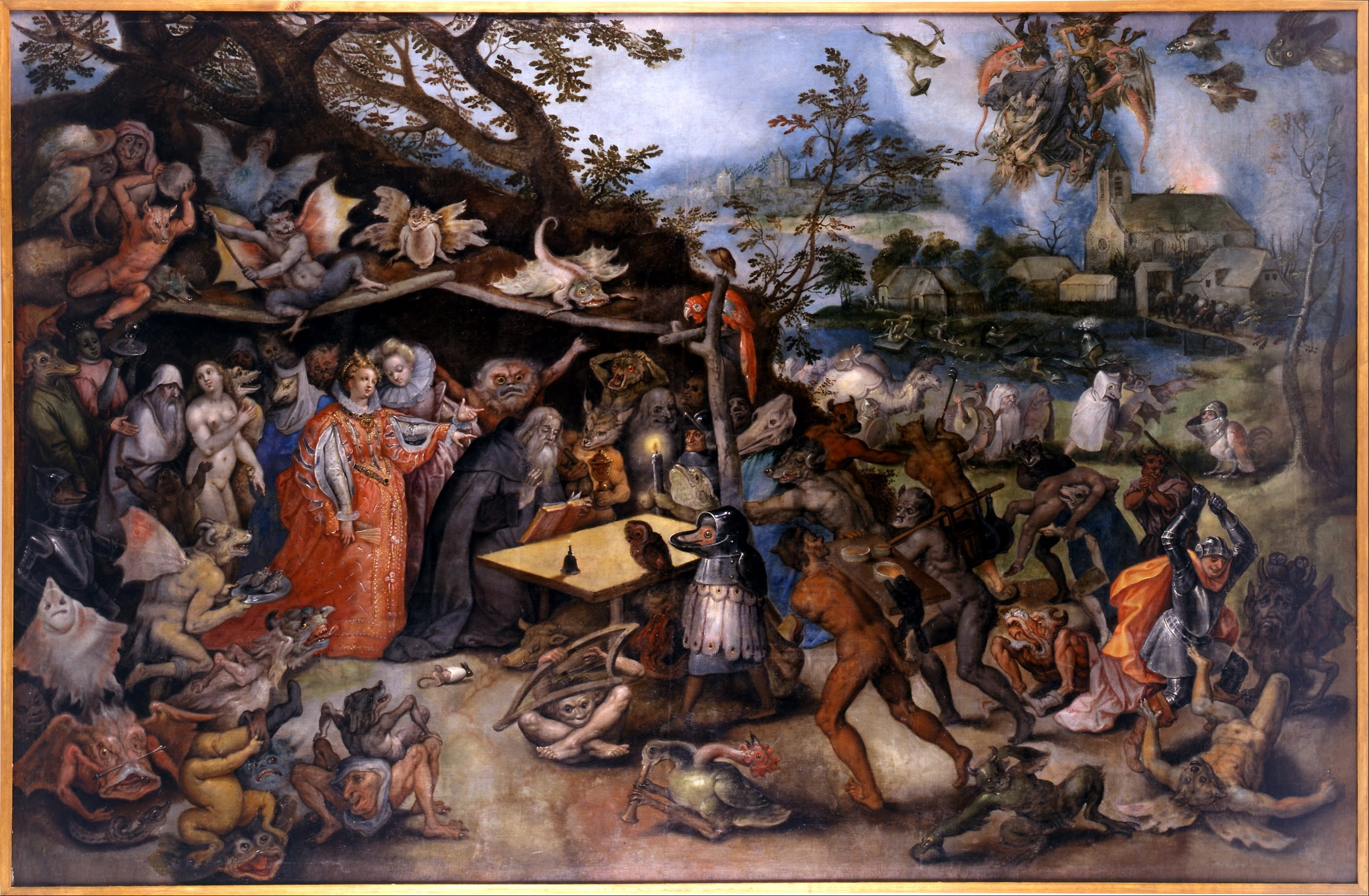
Le tentazioni di San Antonio Abad di Jan Brueghel il Vecchio (Prima metà del XVII secolo)
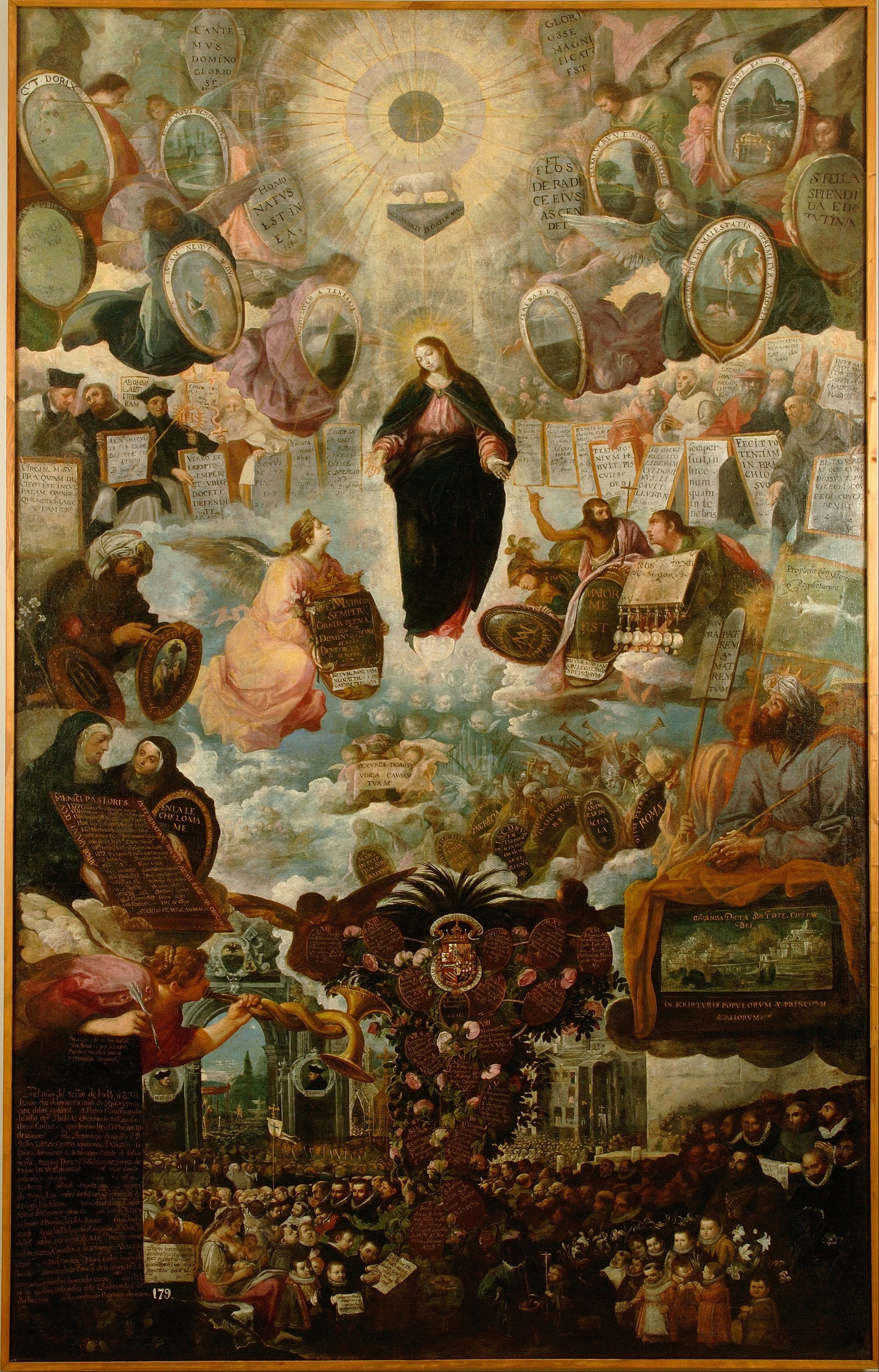
Allegoria della Vergine Immacolata di Juan de Roelas, 1616
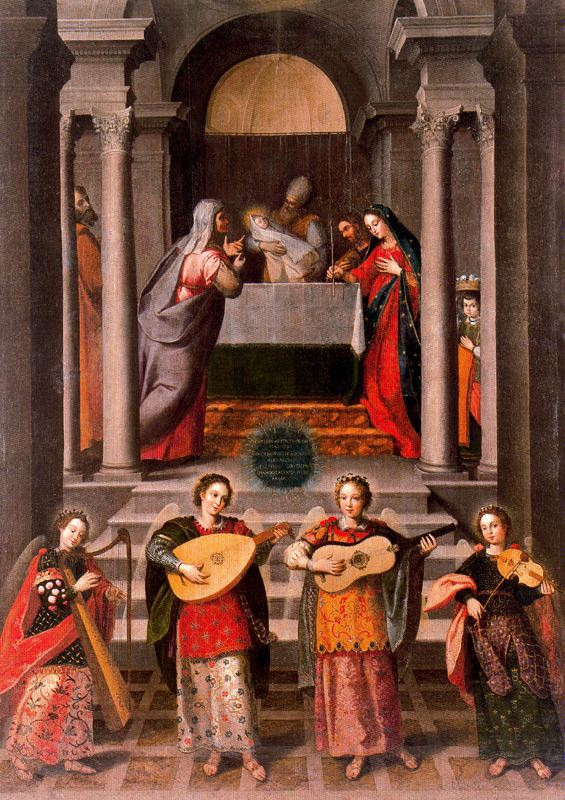
Presentazione del bambino al tempio di Diego Valentín Díaz, 1650
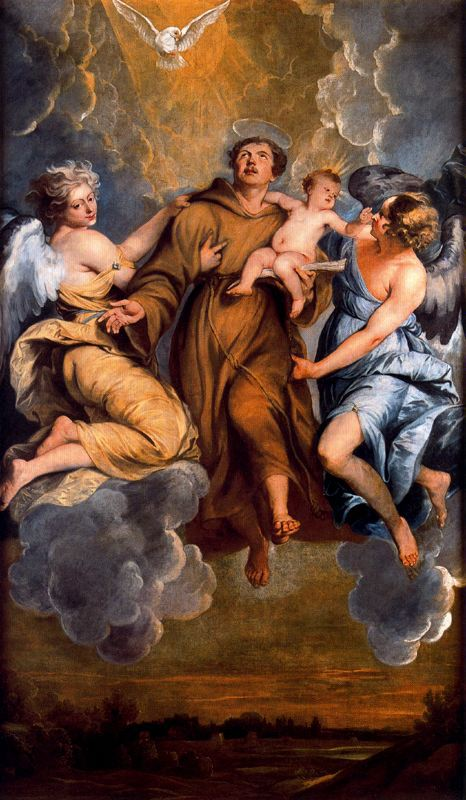
Sant'Antonio di Padova di Thomas Willeboirts Bosschaert, intorno 1650
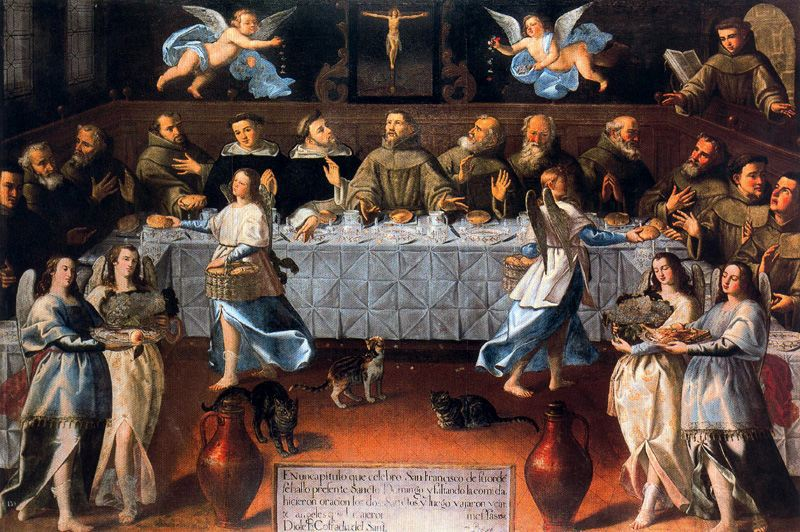
San Francisco e Santo Domingo nel refettorio di Felipe Gil de Mena (Seconda metà del XVII secolo)
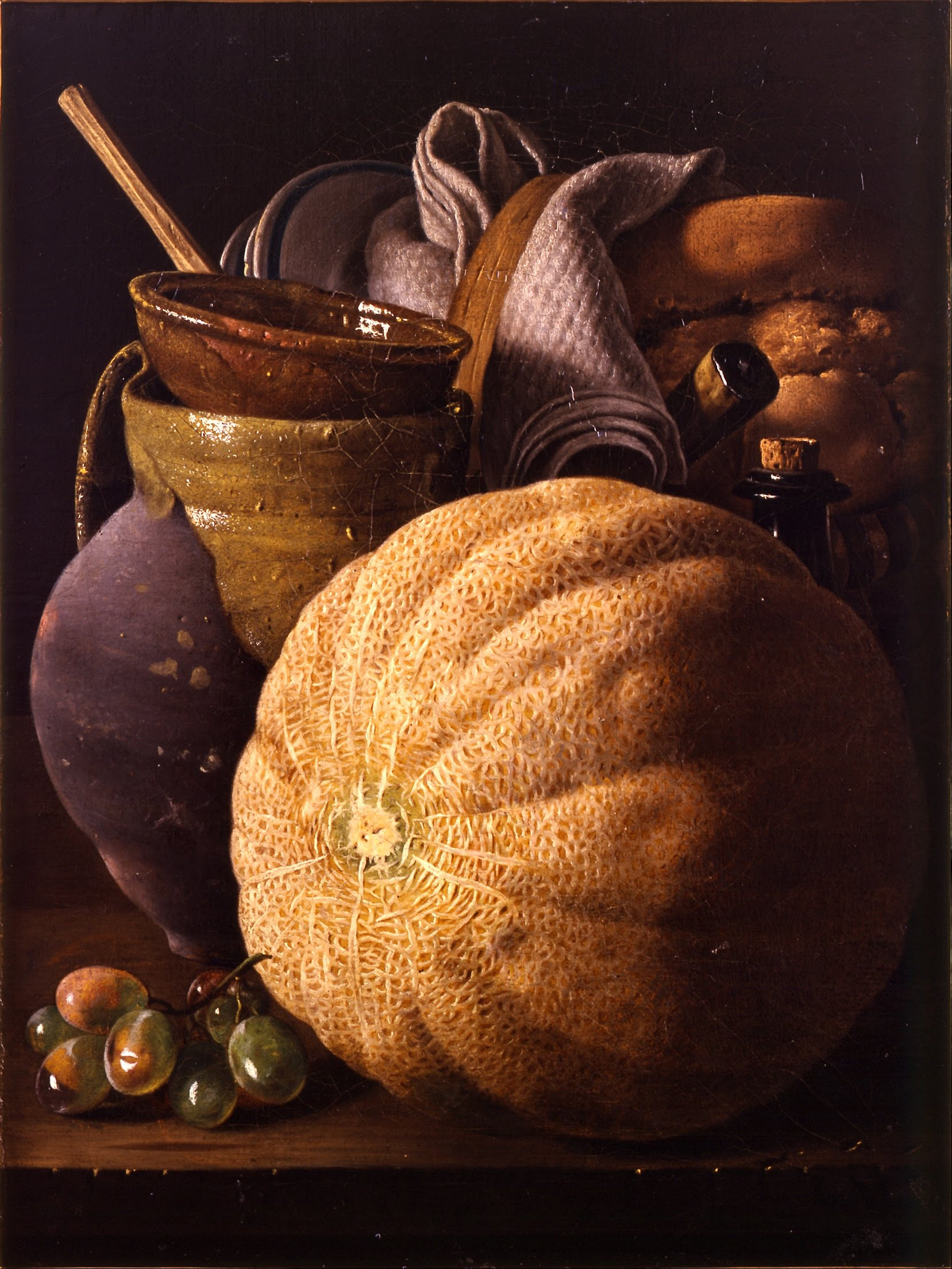
Trompe l'oeil natura morta di frutta e utensili da cucina di Luis Egidio Meléndez, 1765

### Scultura

#### Sculture Medievali

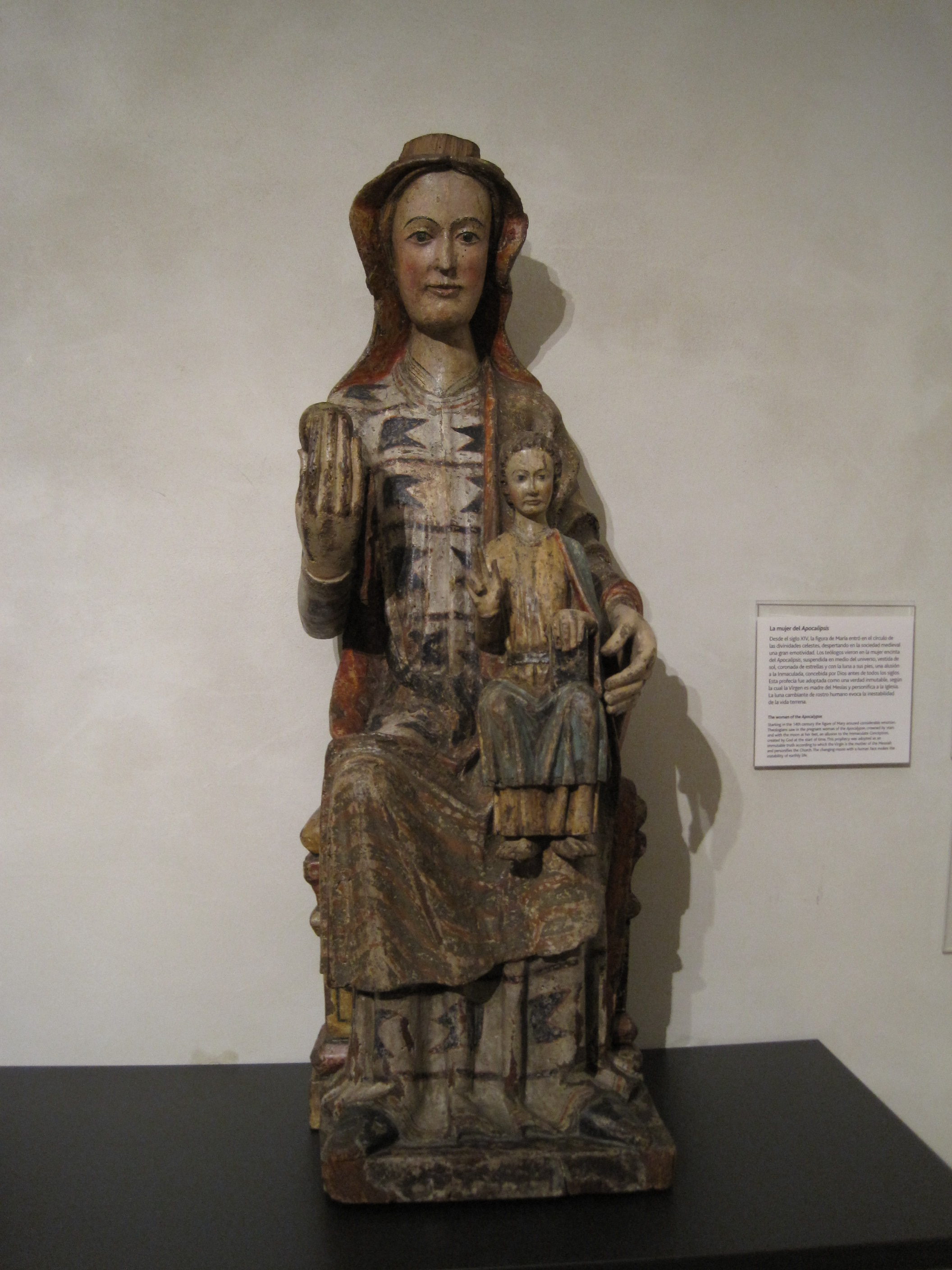
Madonna col il Bambino, anonimo, castigliano workshop, infine del XIII secolo.

#### XV secolo

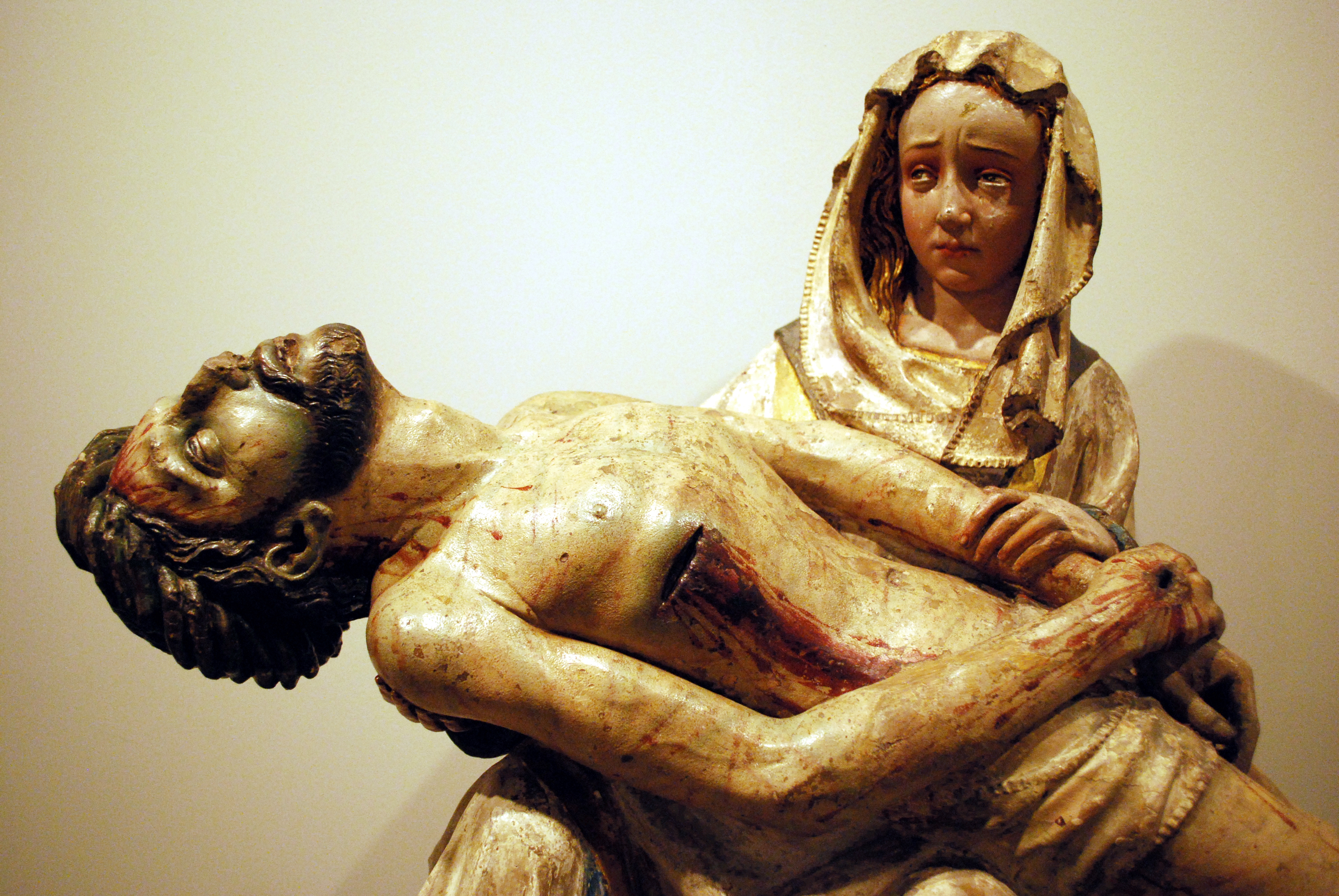
Pietà, anonimo (Germania), 1406-1415.
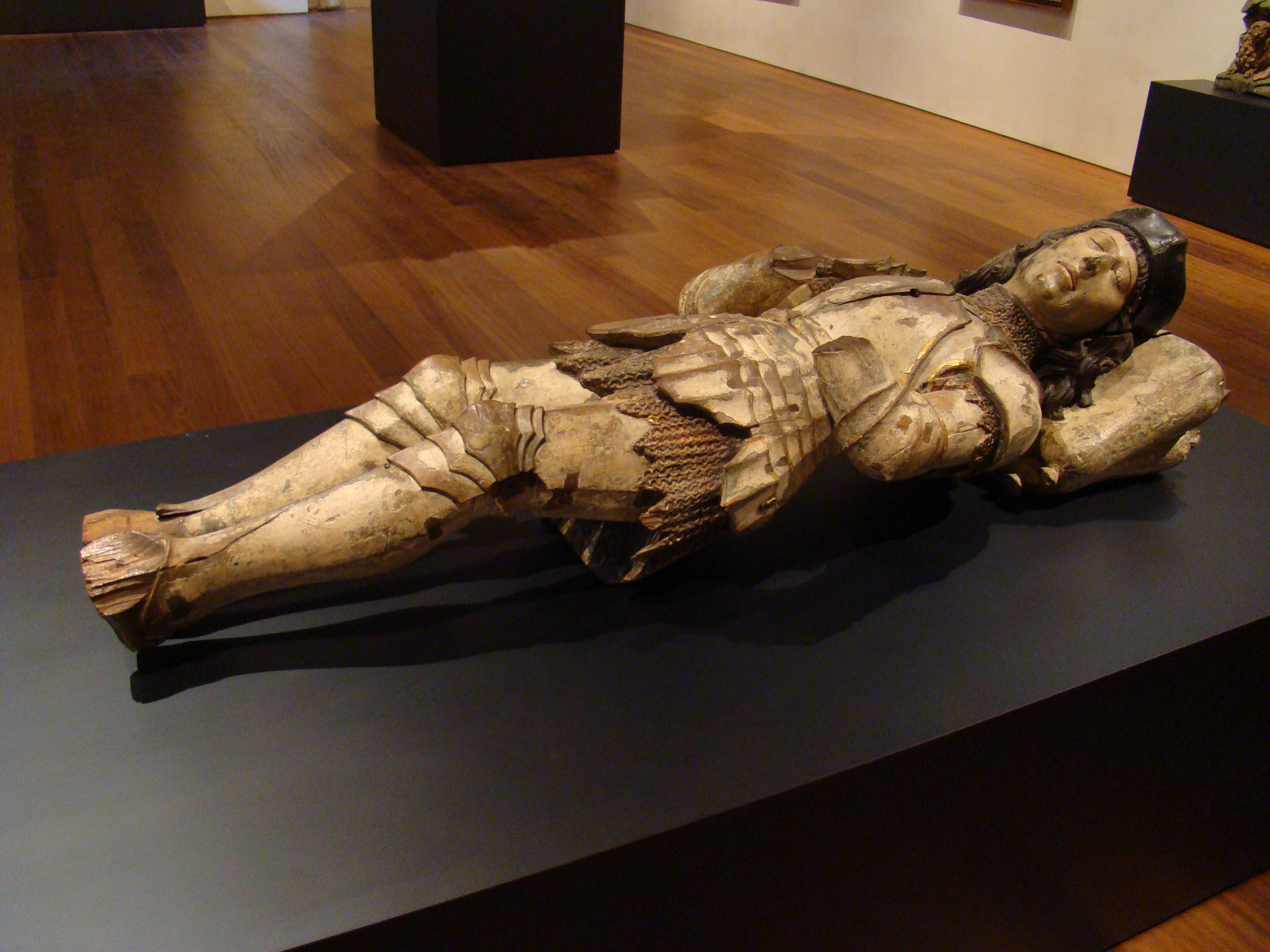
I corredi funerari Ritratto di Luis Pimentel e Pacheco, anonimo, Leone workshop, XV secolo.
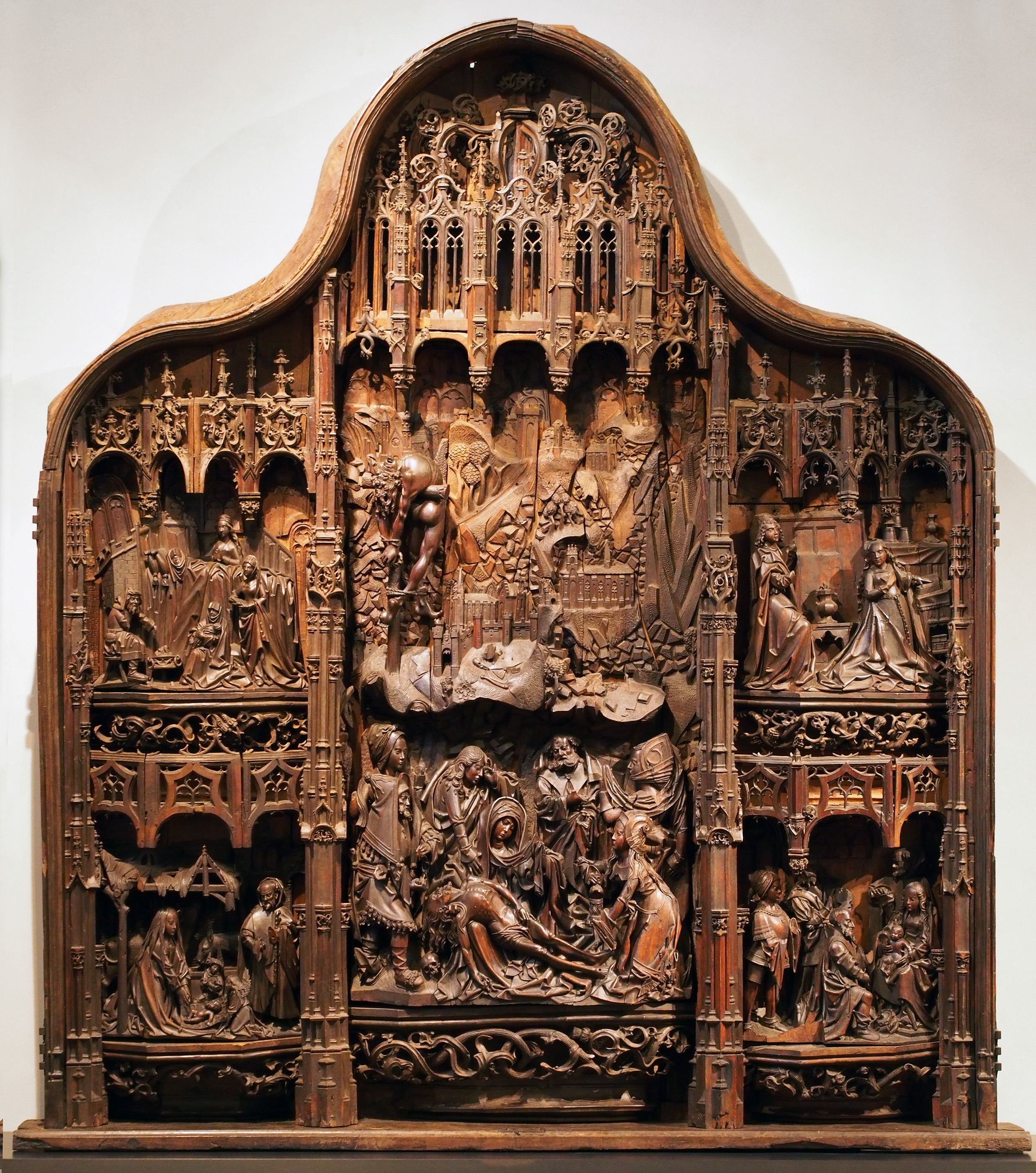
Vedi anche: forma della vita della Vergine, anonimo, Anversa officina, oltre 1515.
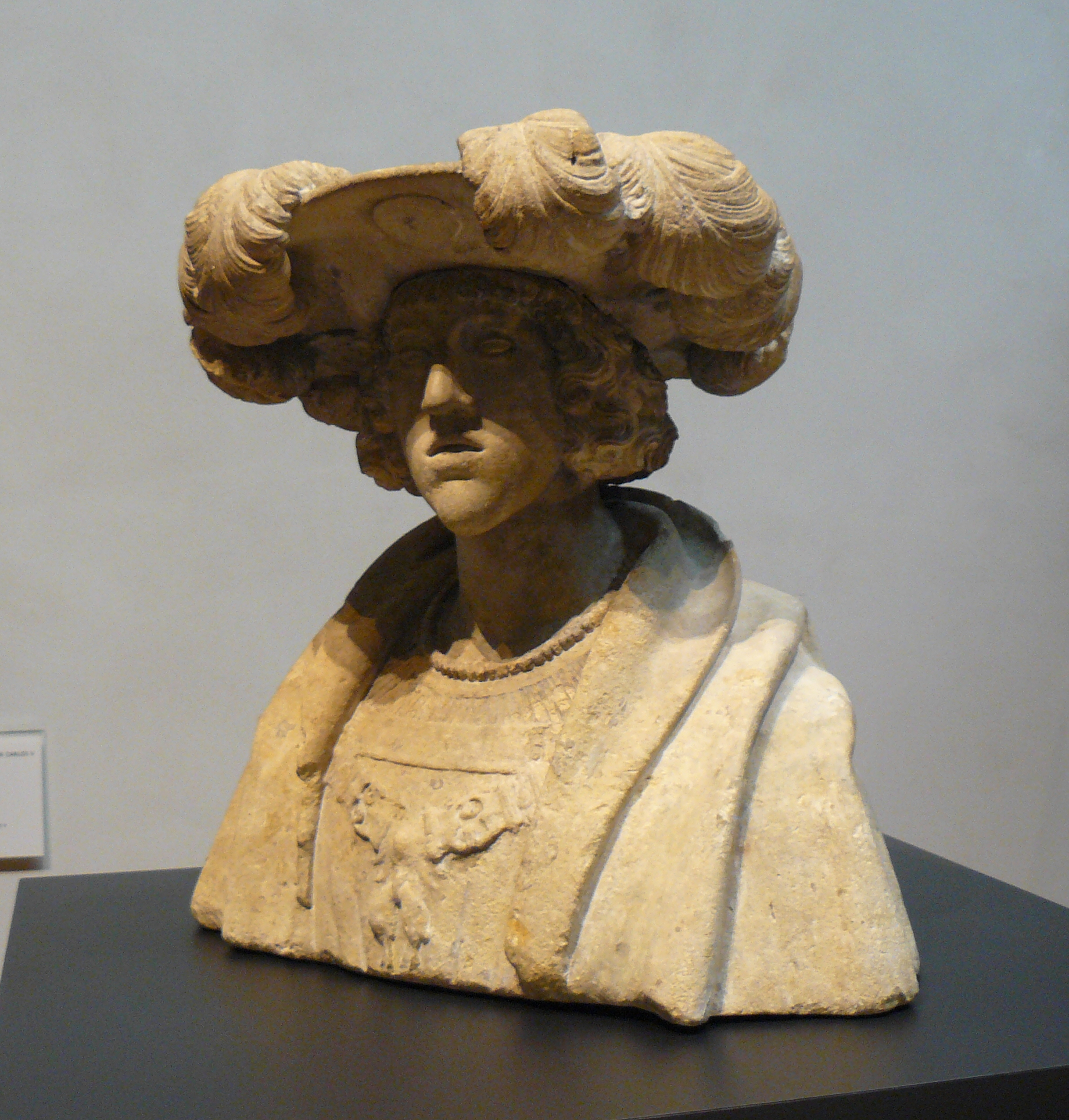
Busto di imperatore Carlo V d'Asburgo, giovane , anonimo Fiammingo, officina, 1520.
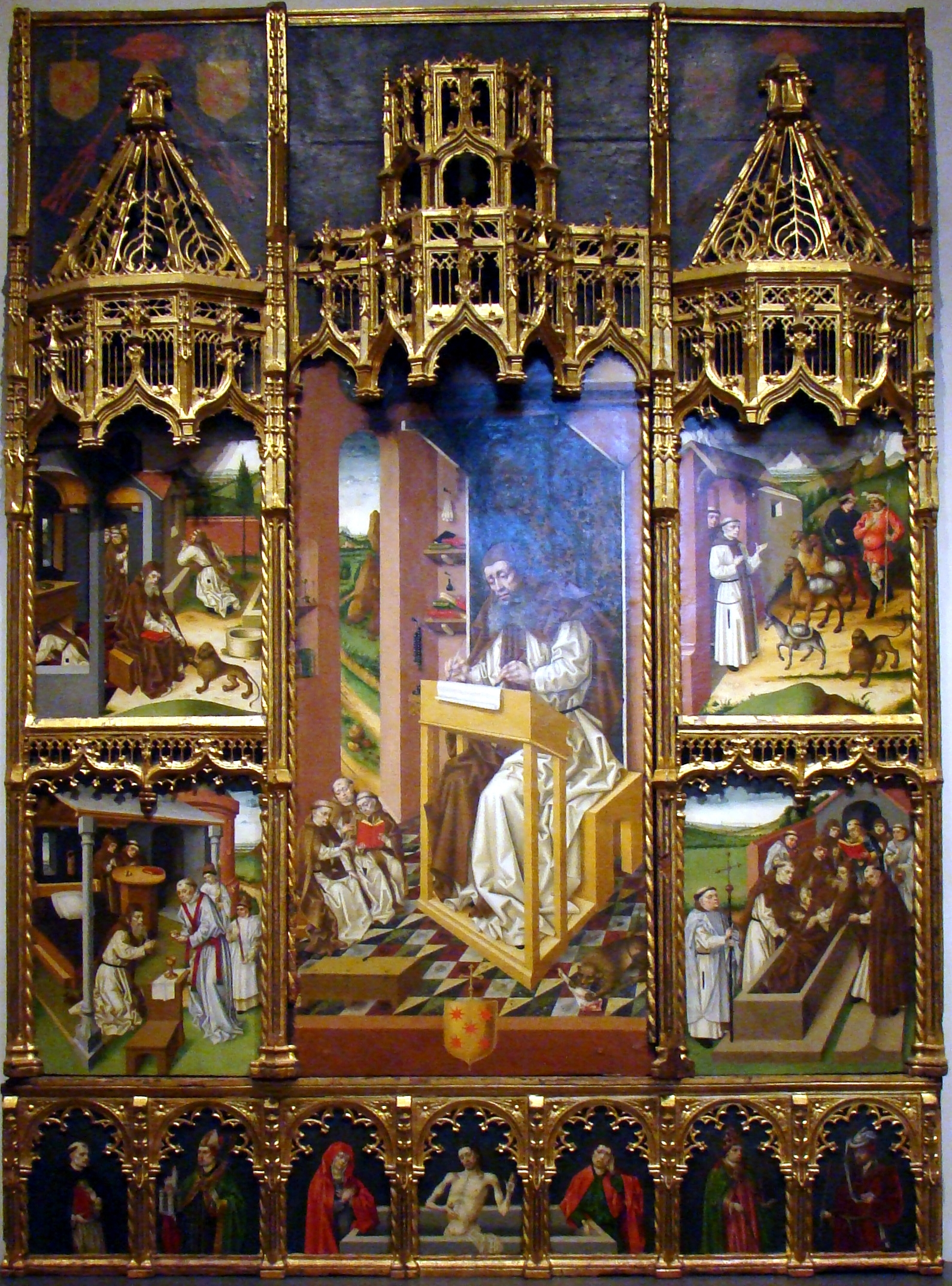
Pala di S. Girolamo di Jorge Inglés.

#### Rinascimento

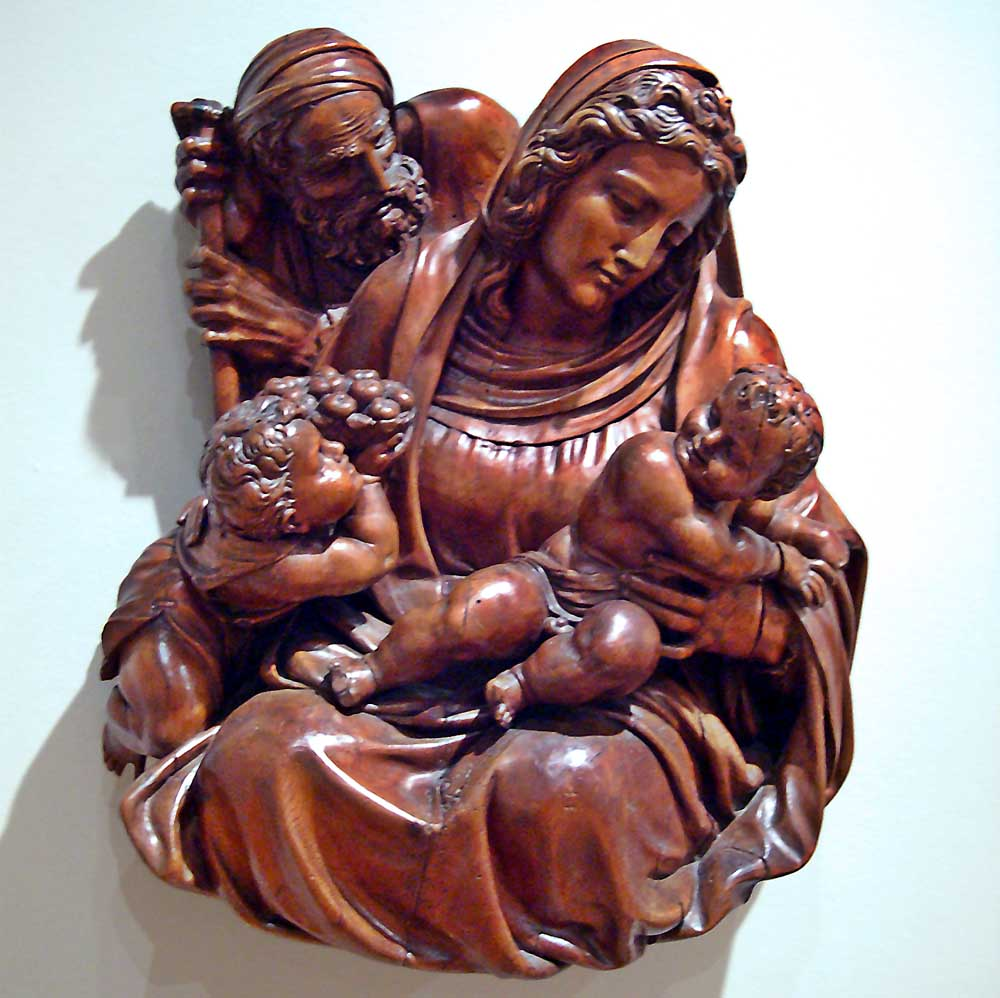
Sacra Famiglia di Diego Siloe
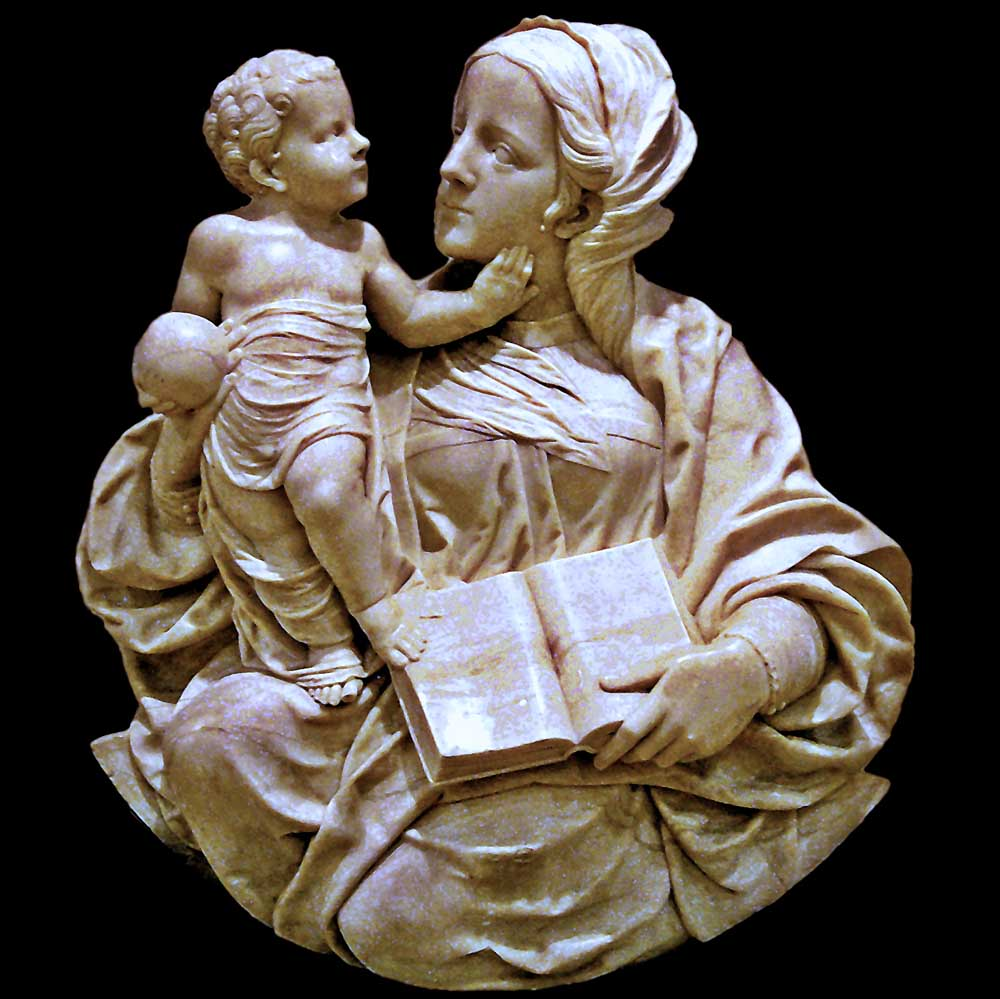
Madonna con Bambino di Felipe Bigarny
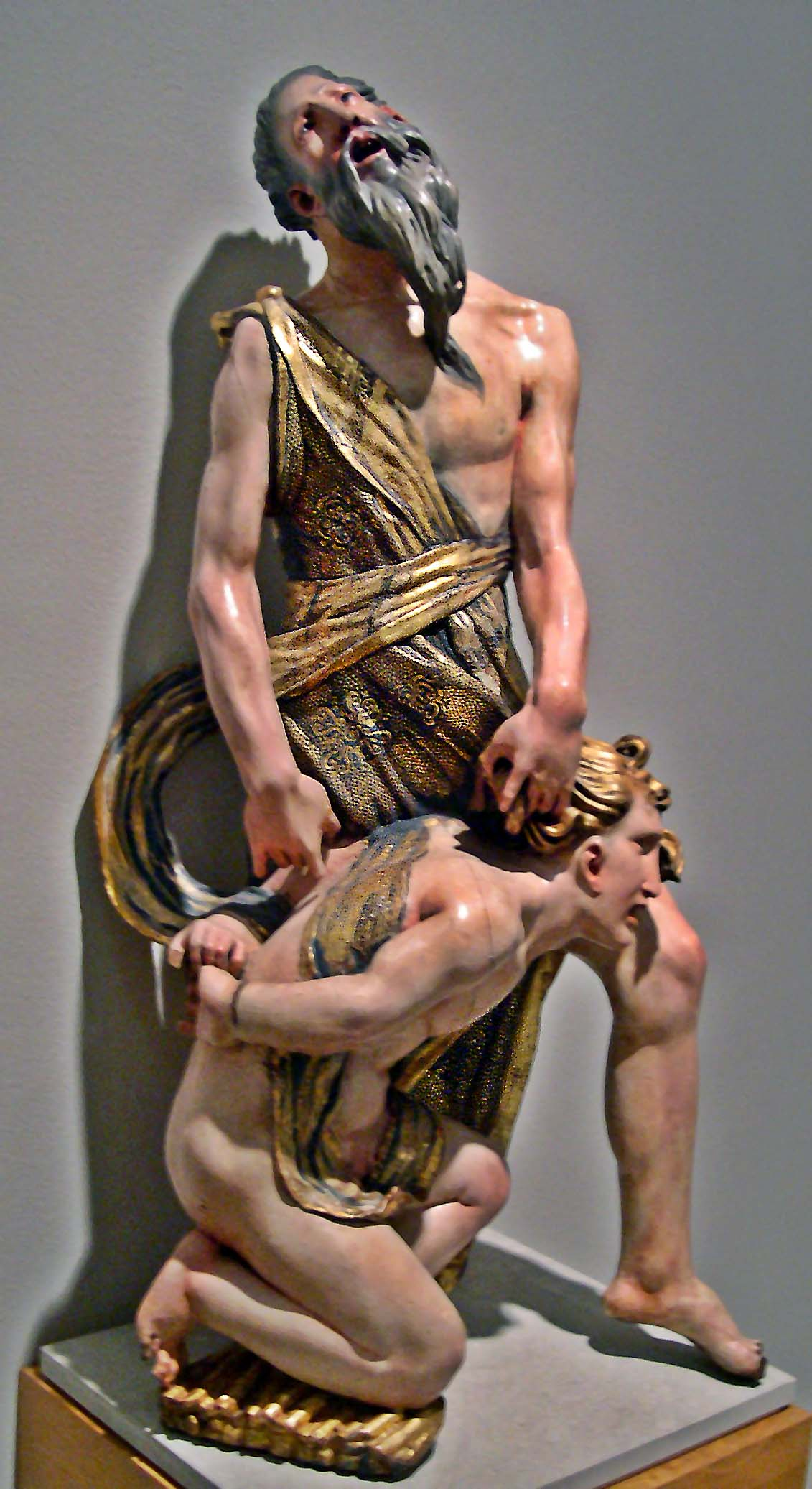
Sacrificio di Isacco di Alonso Berruguete
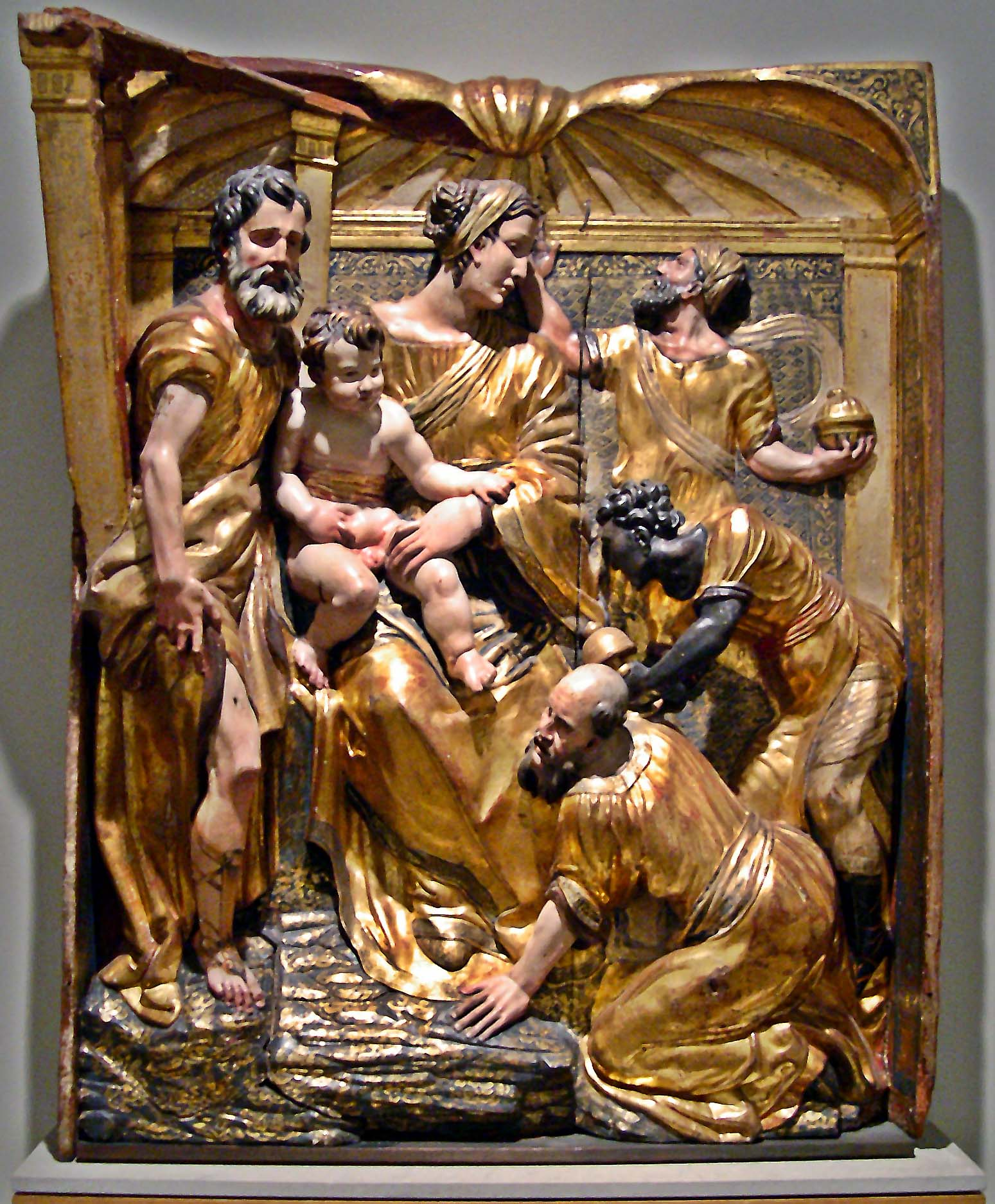
Adorazione del Wizars di Alonso Berruguete
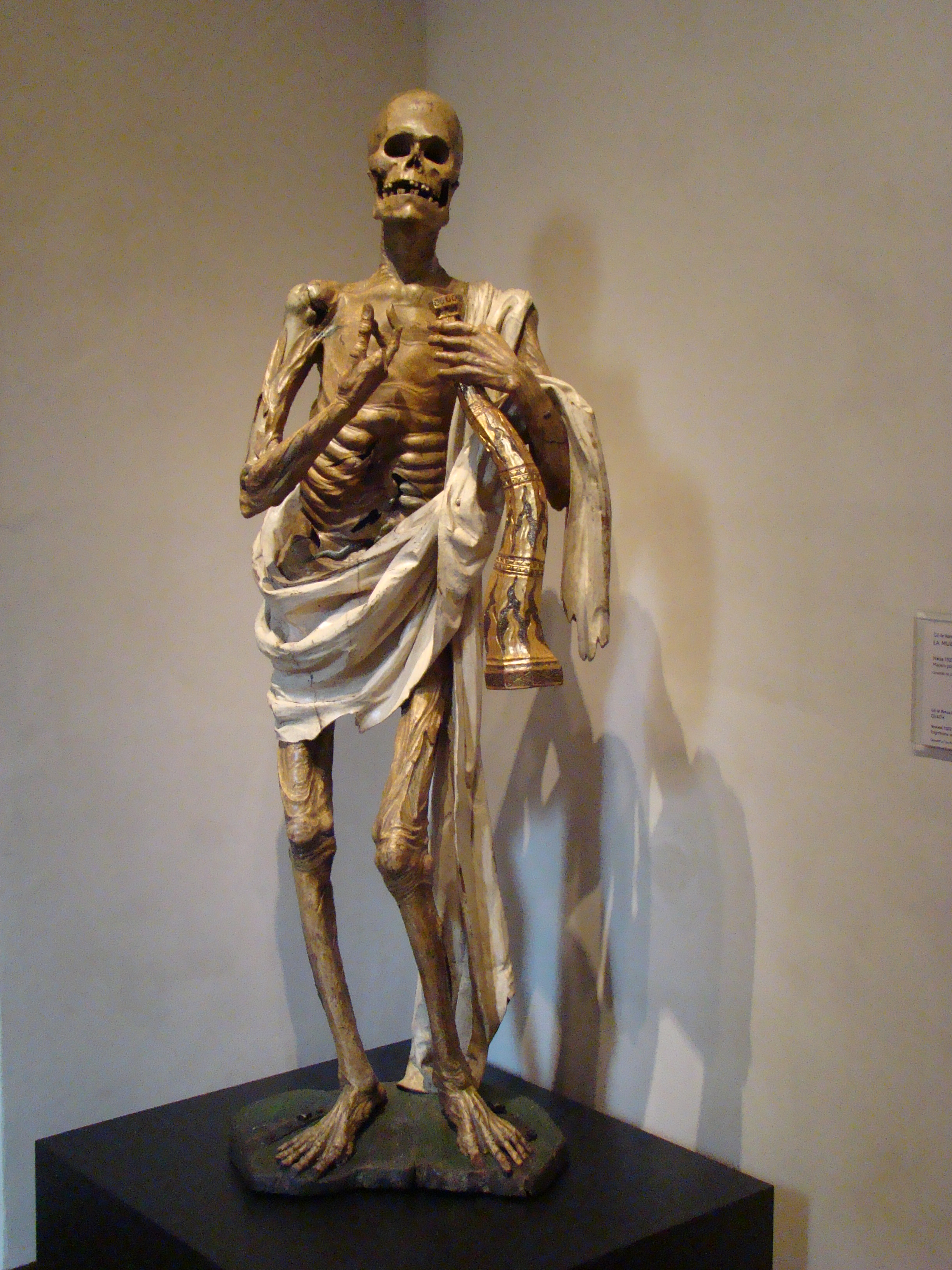
La morte di Gil de Ronza, 1523.
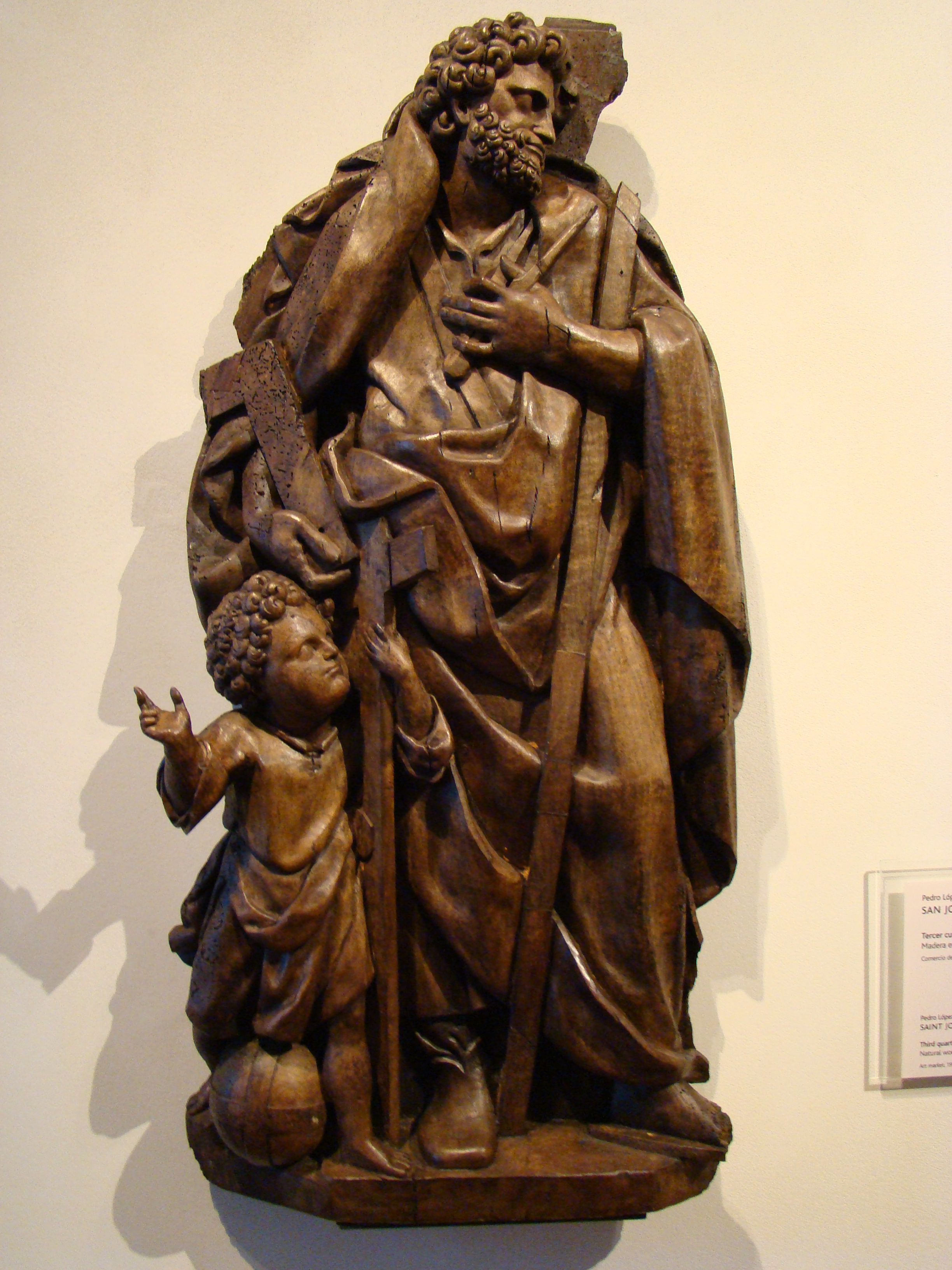
San José con il bambino di Pedro López de Gámiz (Alla fine del XVI secolo)
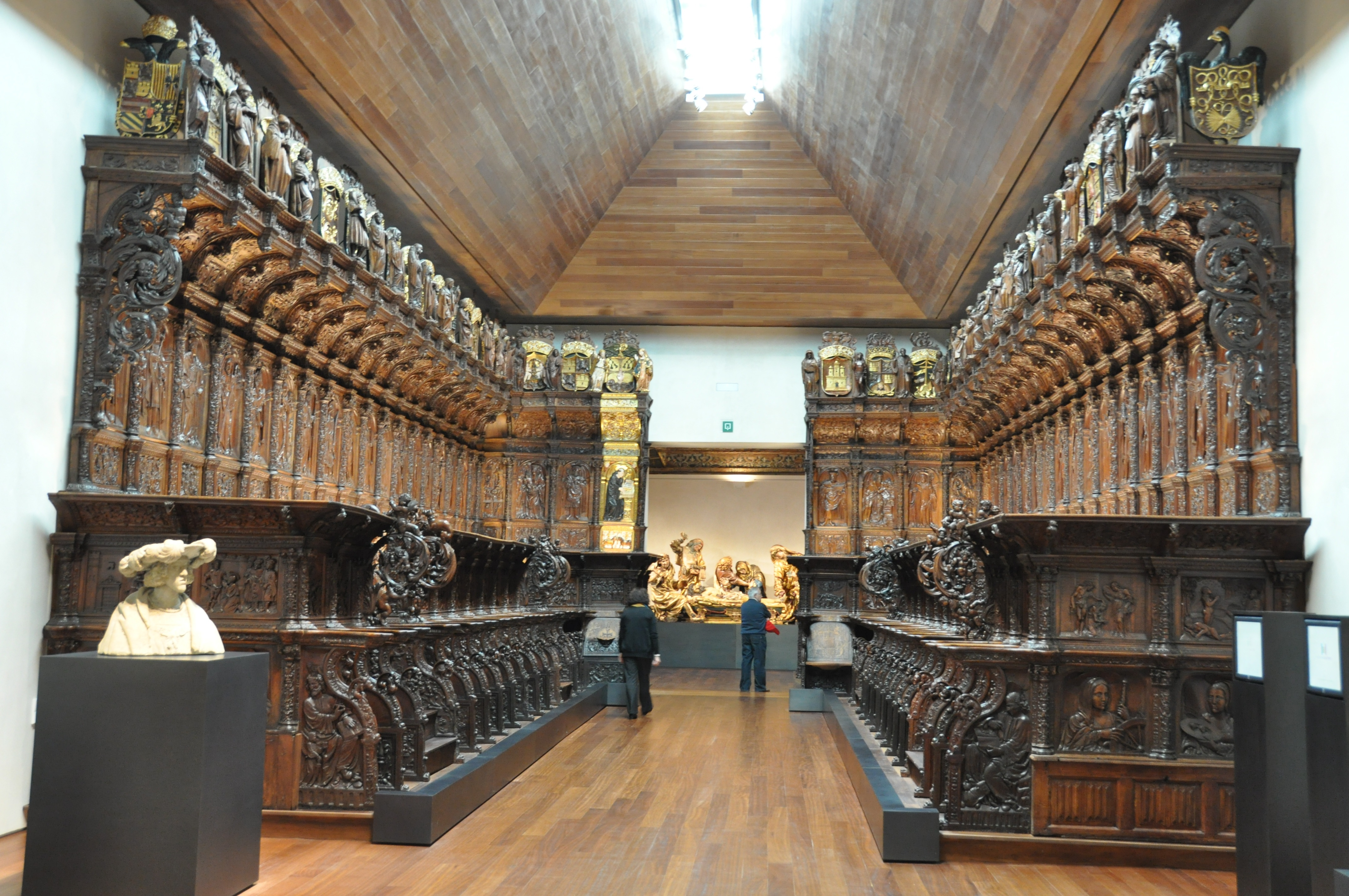
Vecchio stalli del coro della chiesa di San Benito di Valladolid

Juan de Juni

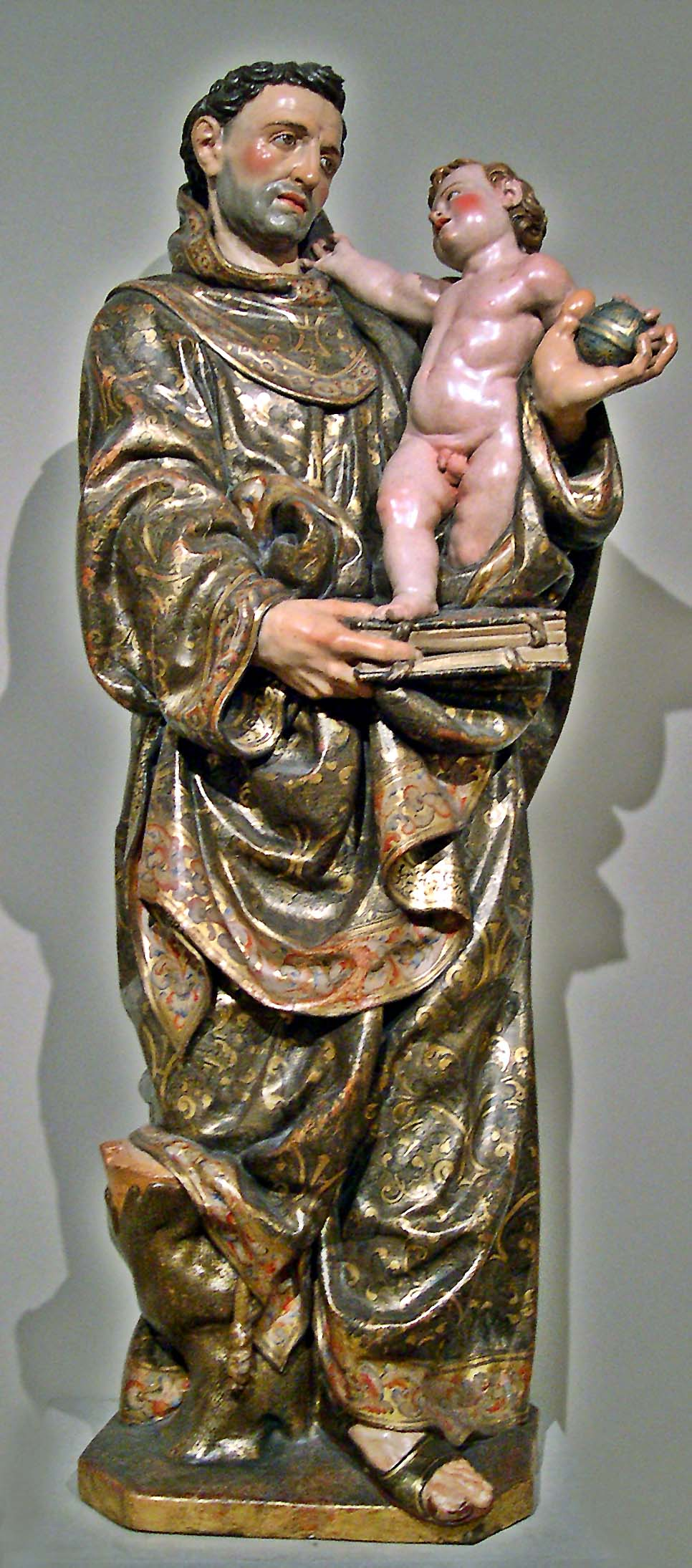
Sant'Antonio di Padova di Juan de Juni
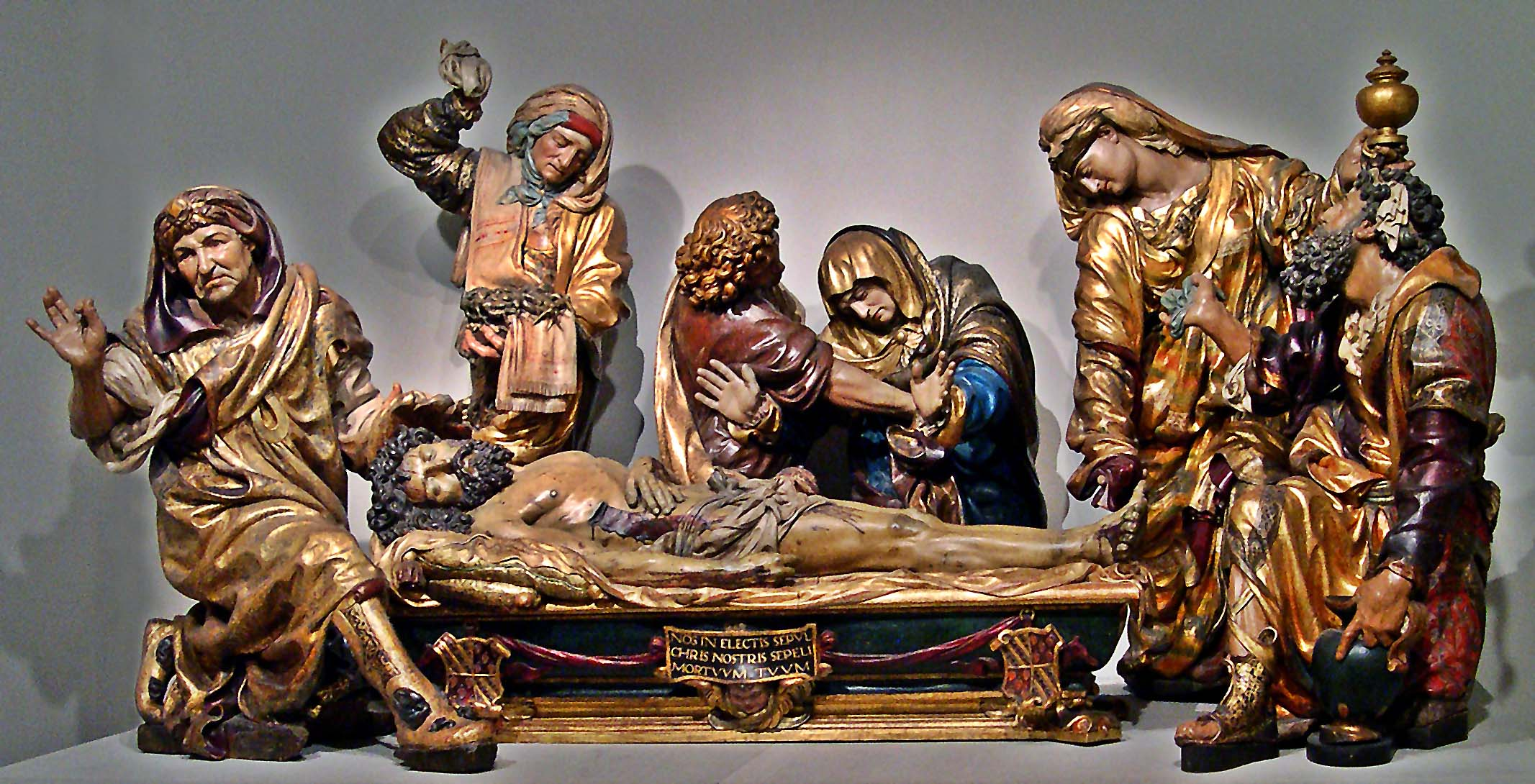
Il Santo Sepolcro by Juan de Juni
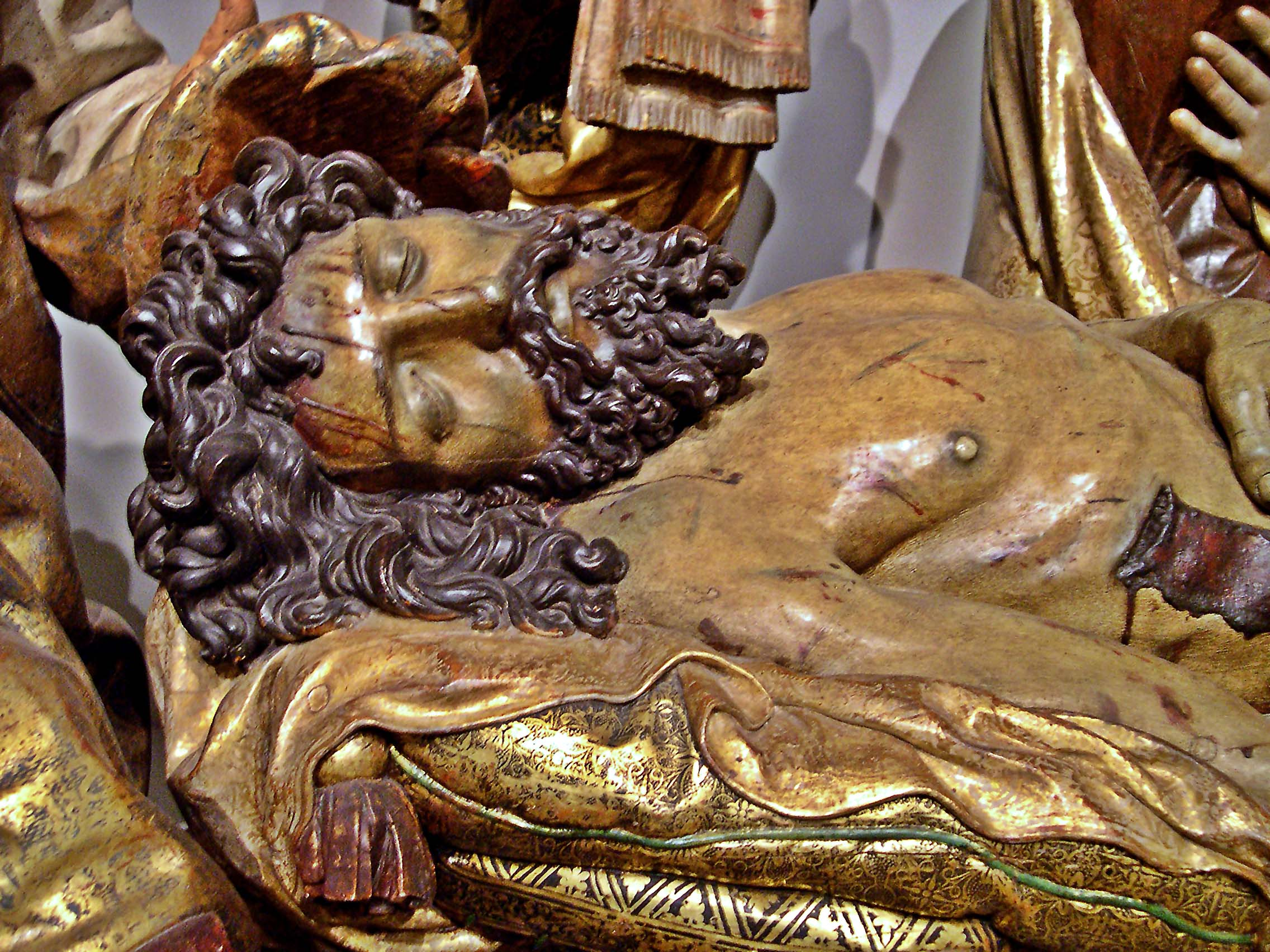
Il Santo Sepolcro (dettaglio)
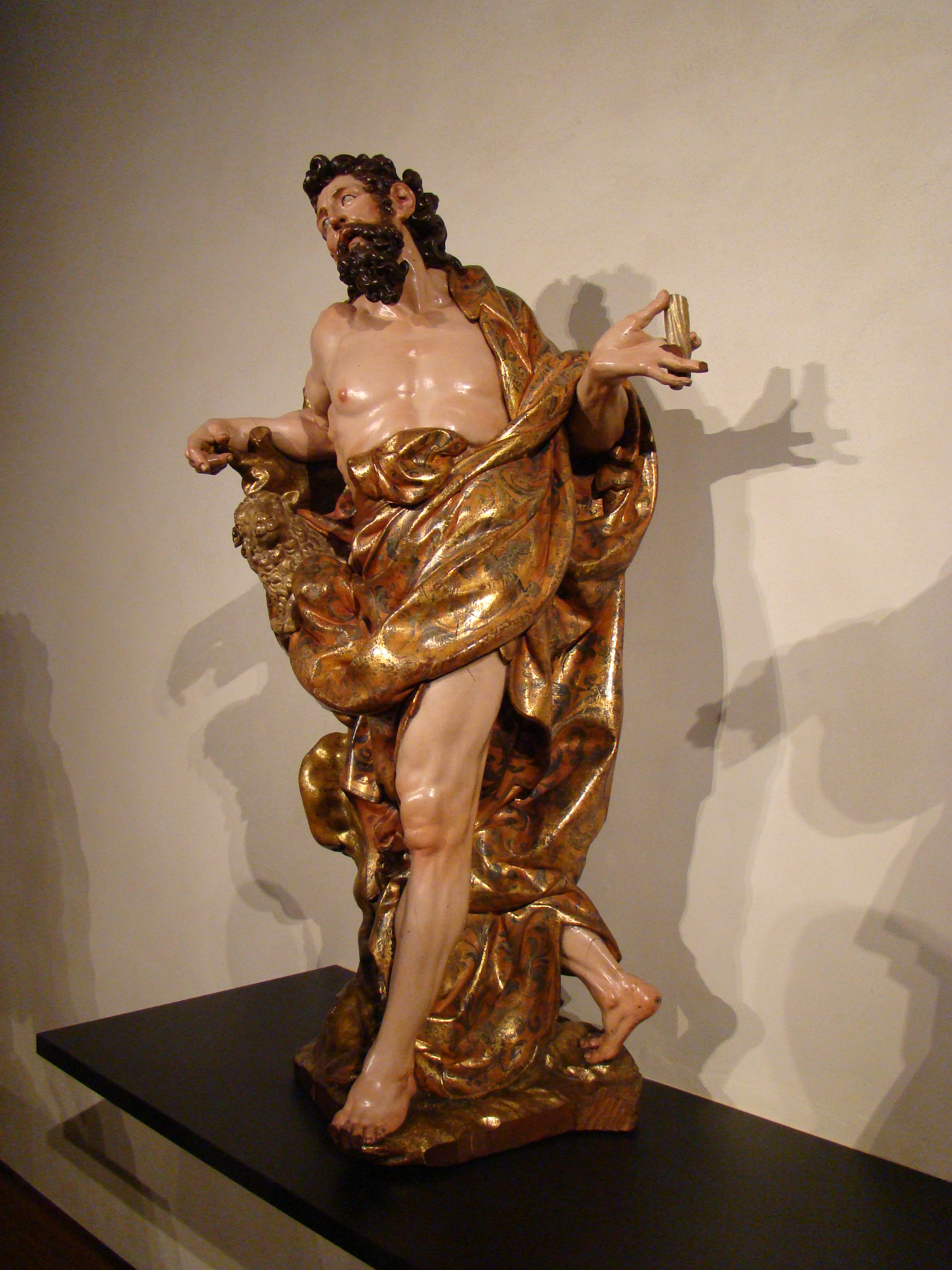
San Giovanni Battista di Juan de Juni

#### Barocco
Gregorio Fernández

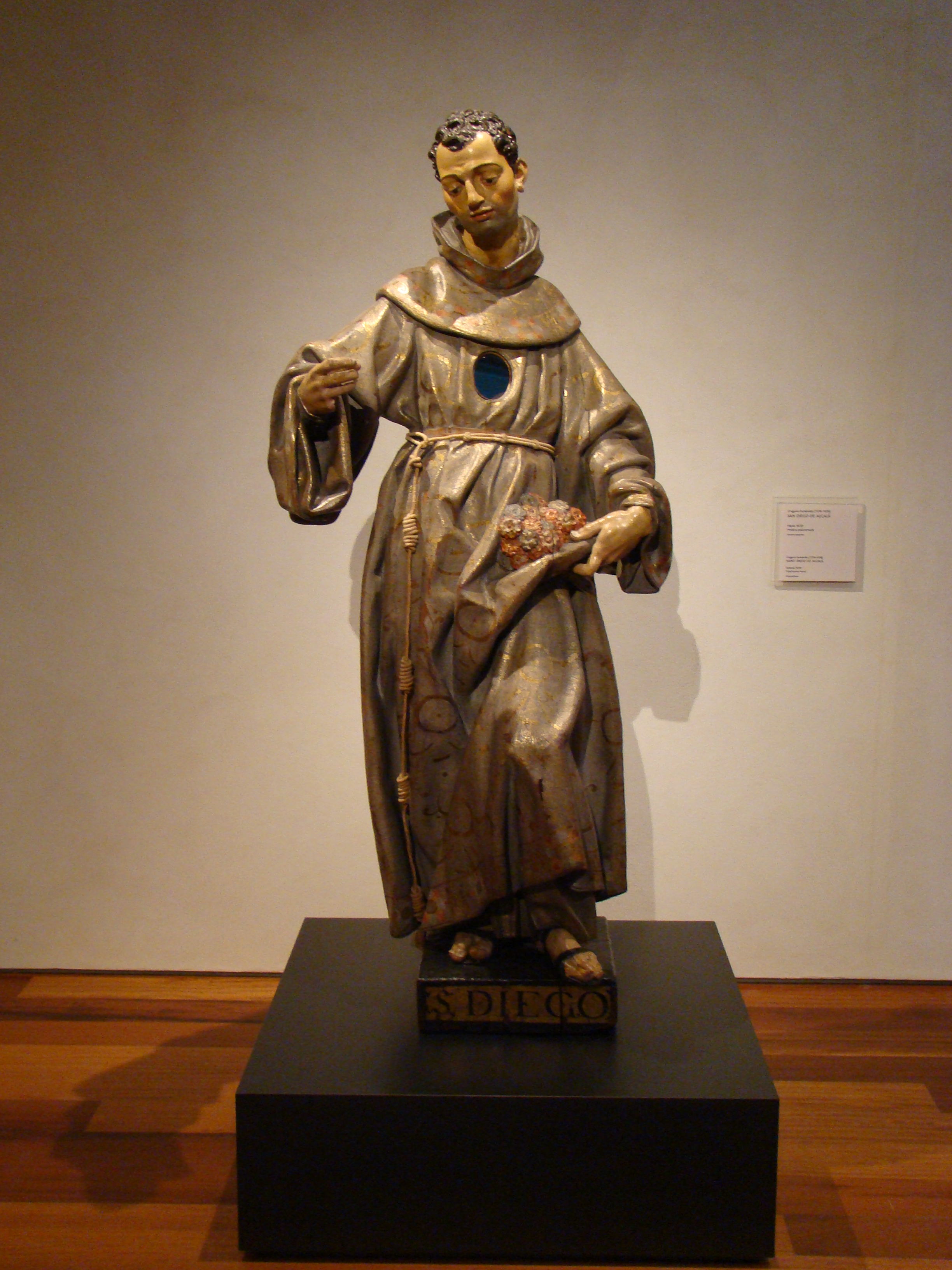
Gregorio Fernández: San Diego di Alcalá, 1605.
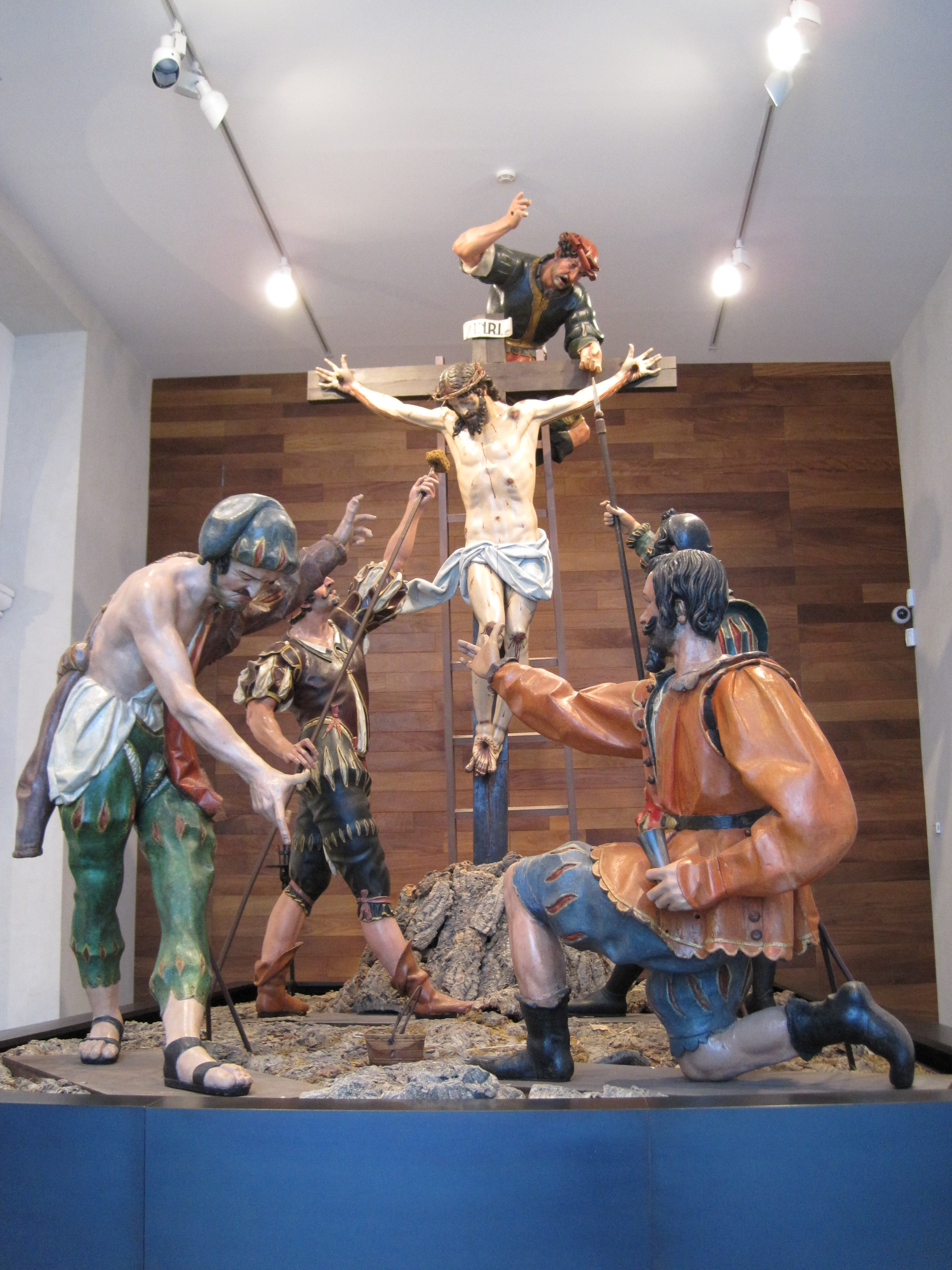
Gregorio Fernández: Ho sete, 1612-1616.
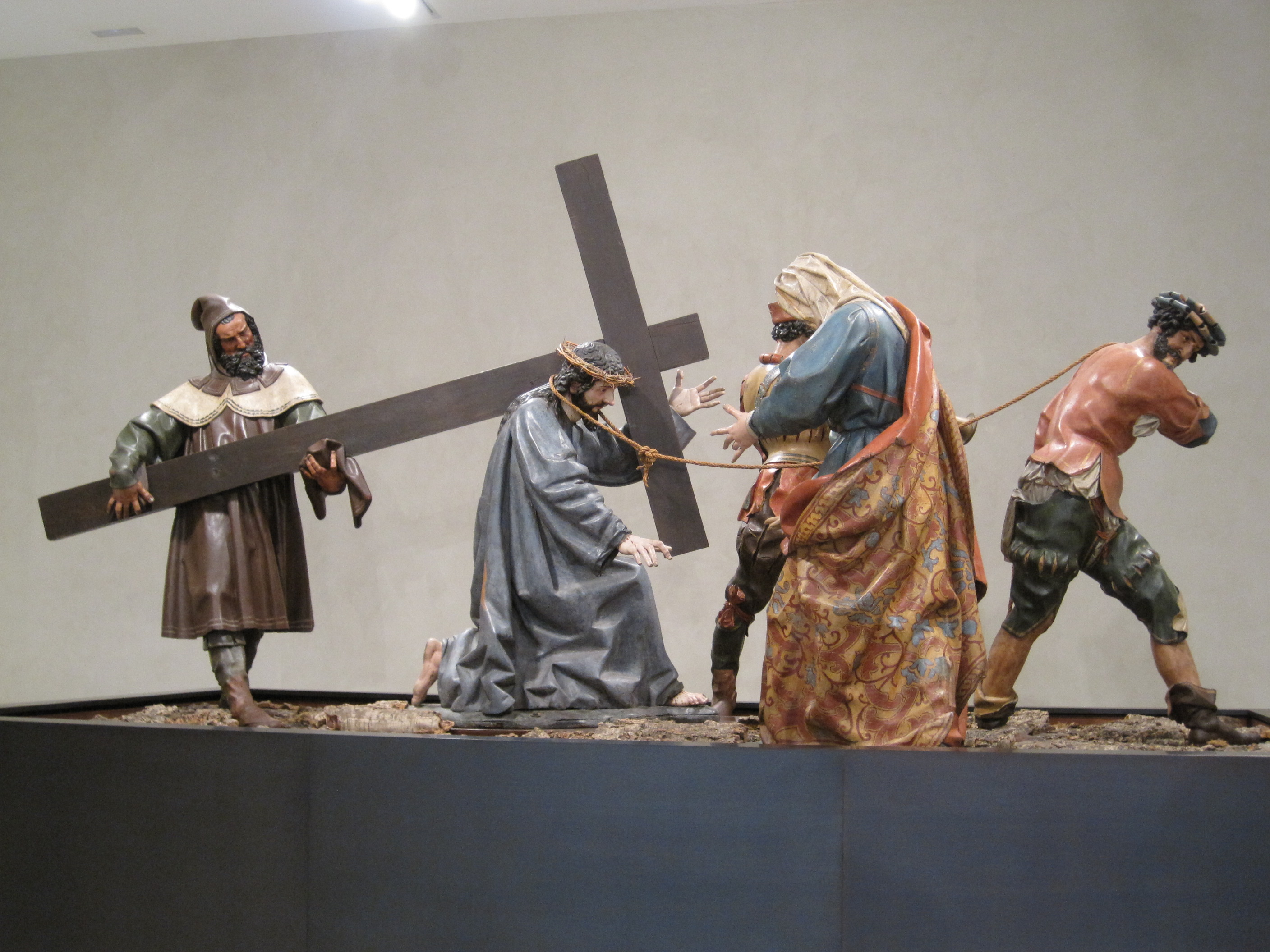
Gregorio Fernández: Camino del Calvario, 1614.
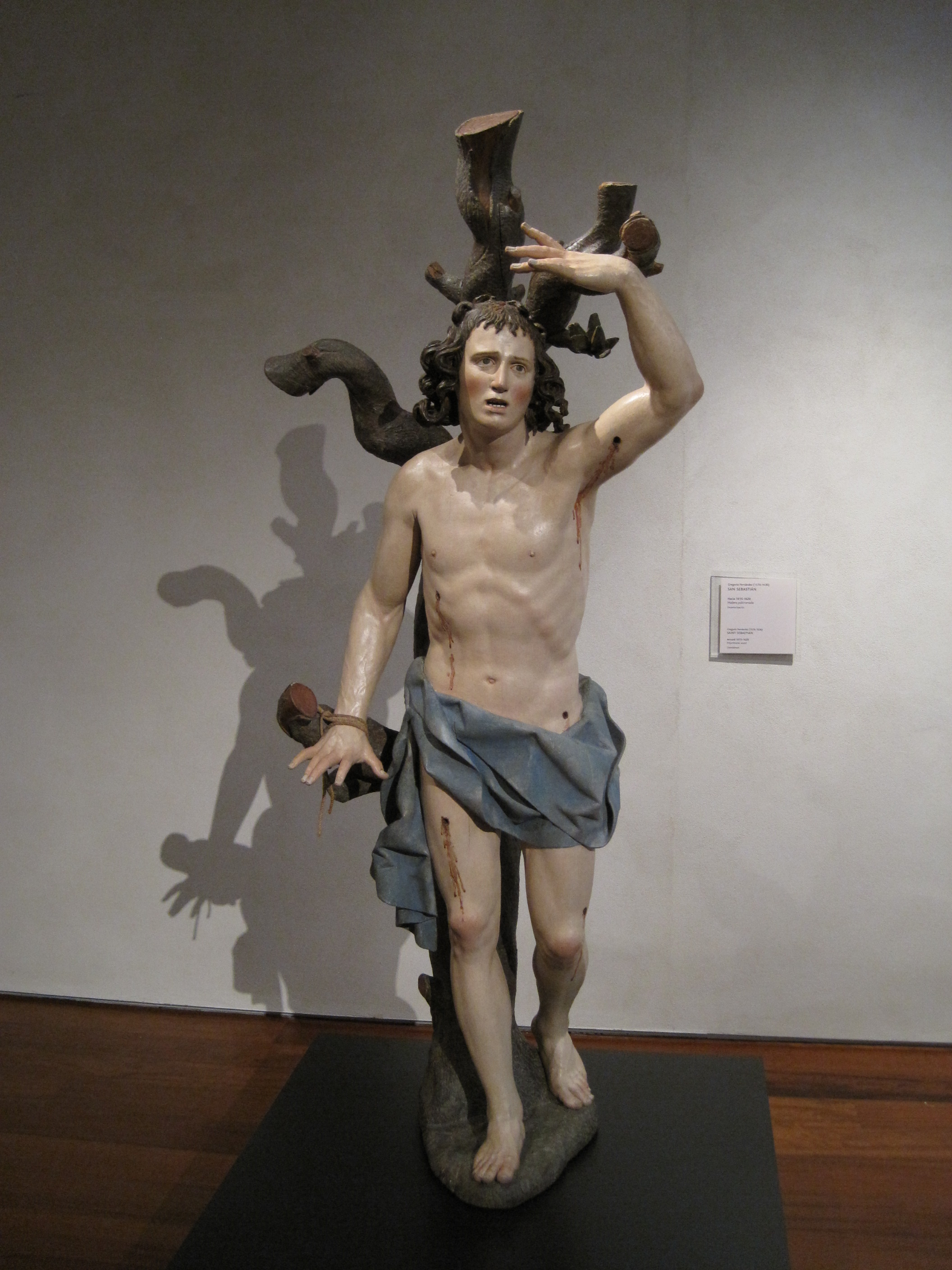
Gregorio Fernández: Saint Sebastian , 1615-1620.
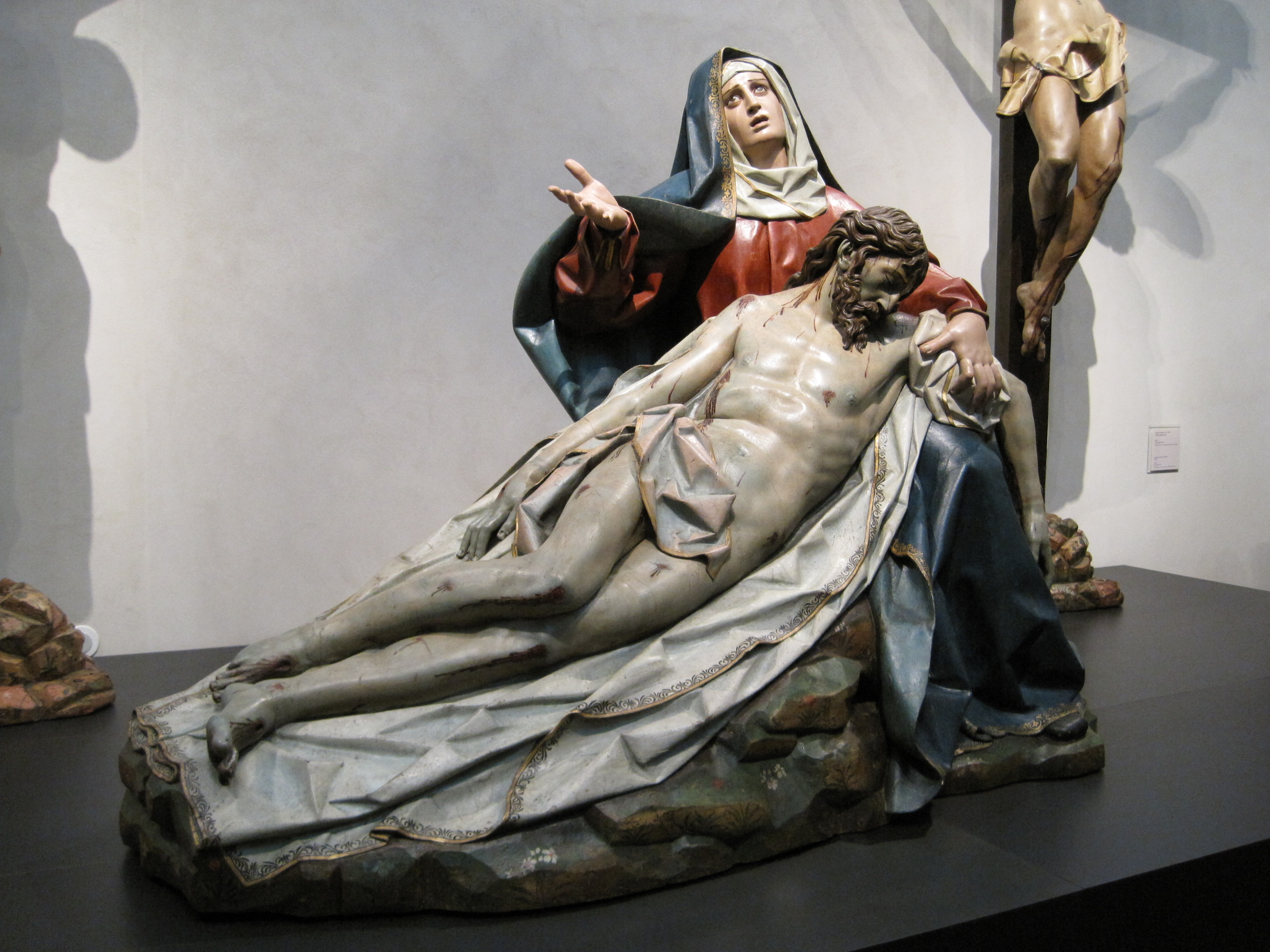
Gregorio Fernández: La Sesta Angoscia (1616-1617).
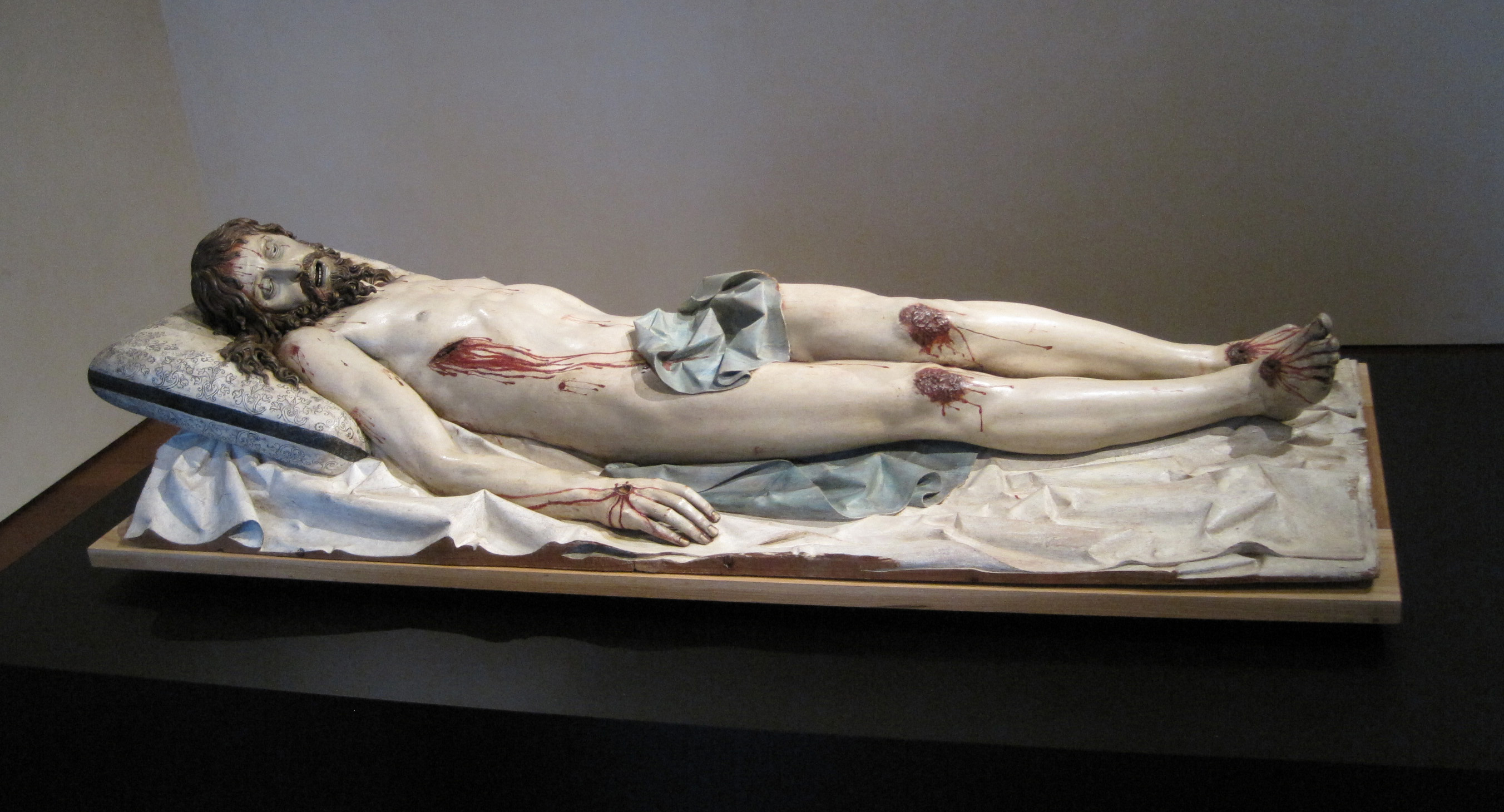
Gregorio Fernández: Cristo reclinato, 1627.
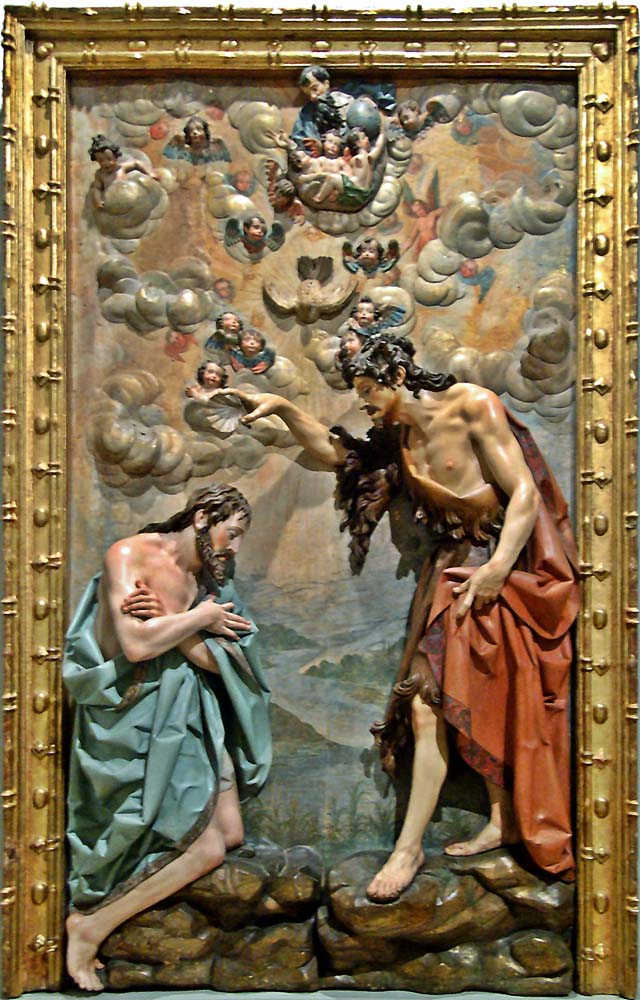
Gregorio Fernández: Il Battesimo di Cristo, 1630.
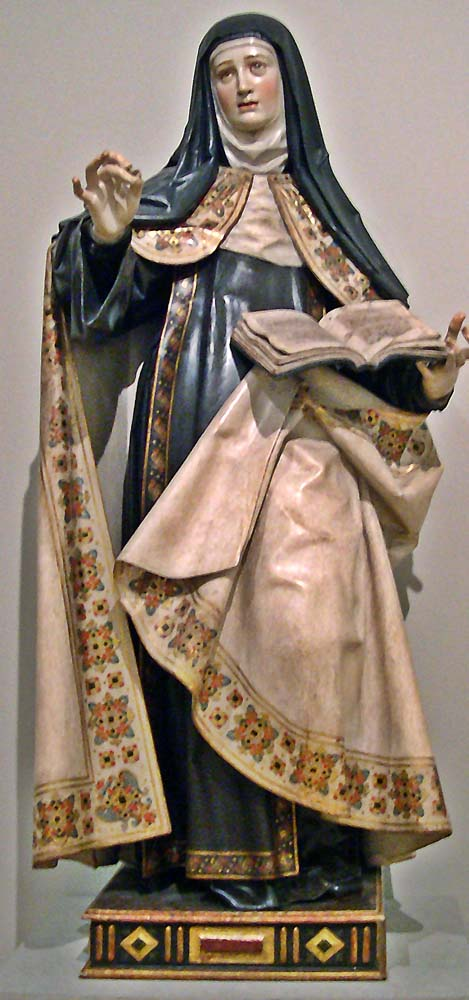
Gregorio Fernández: Santa Teresa d'Ávila, 1624.

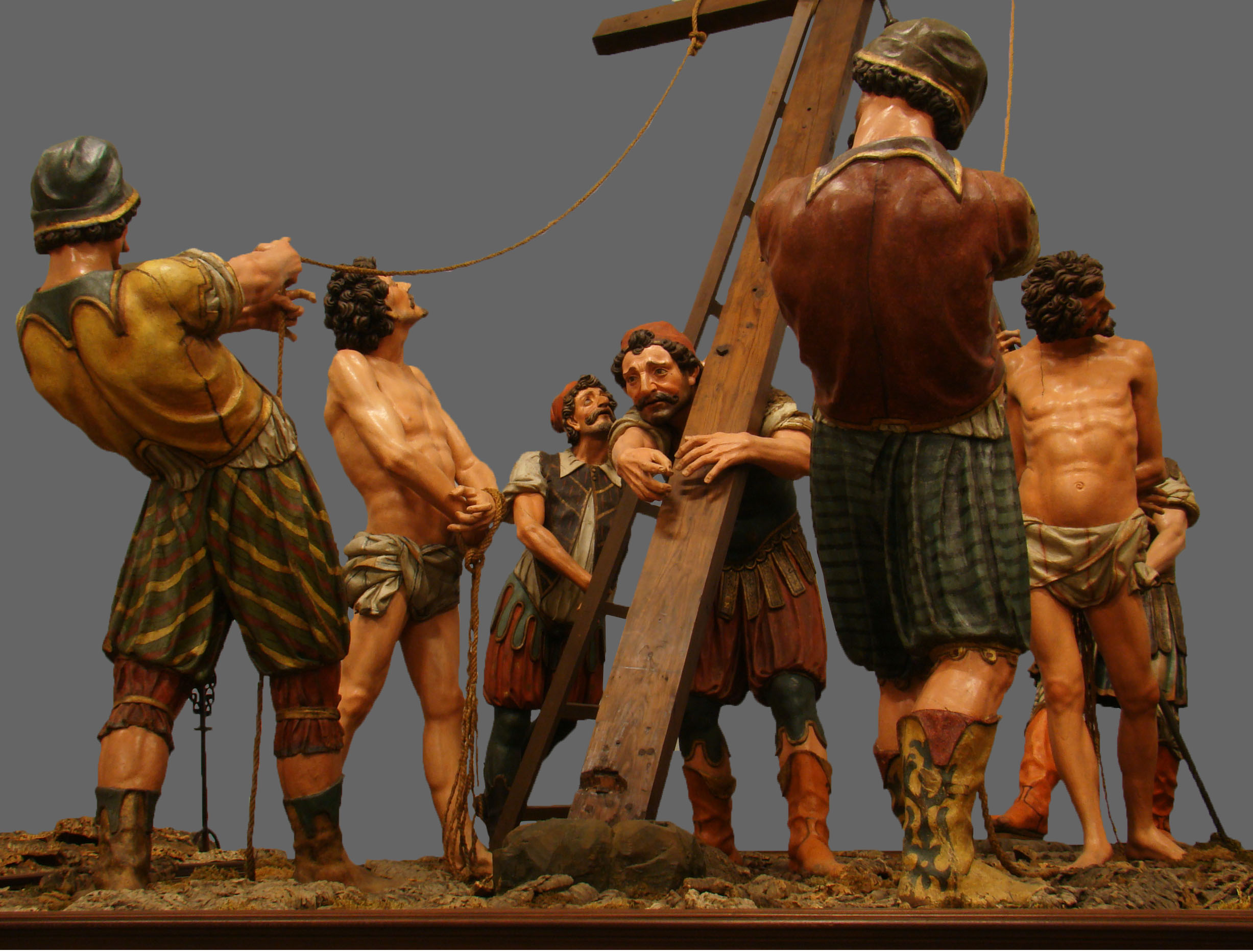
L'elevazione della Croce di Francisco del Rincón, 1604.
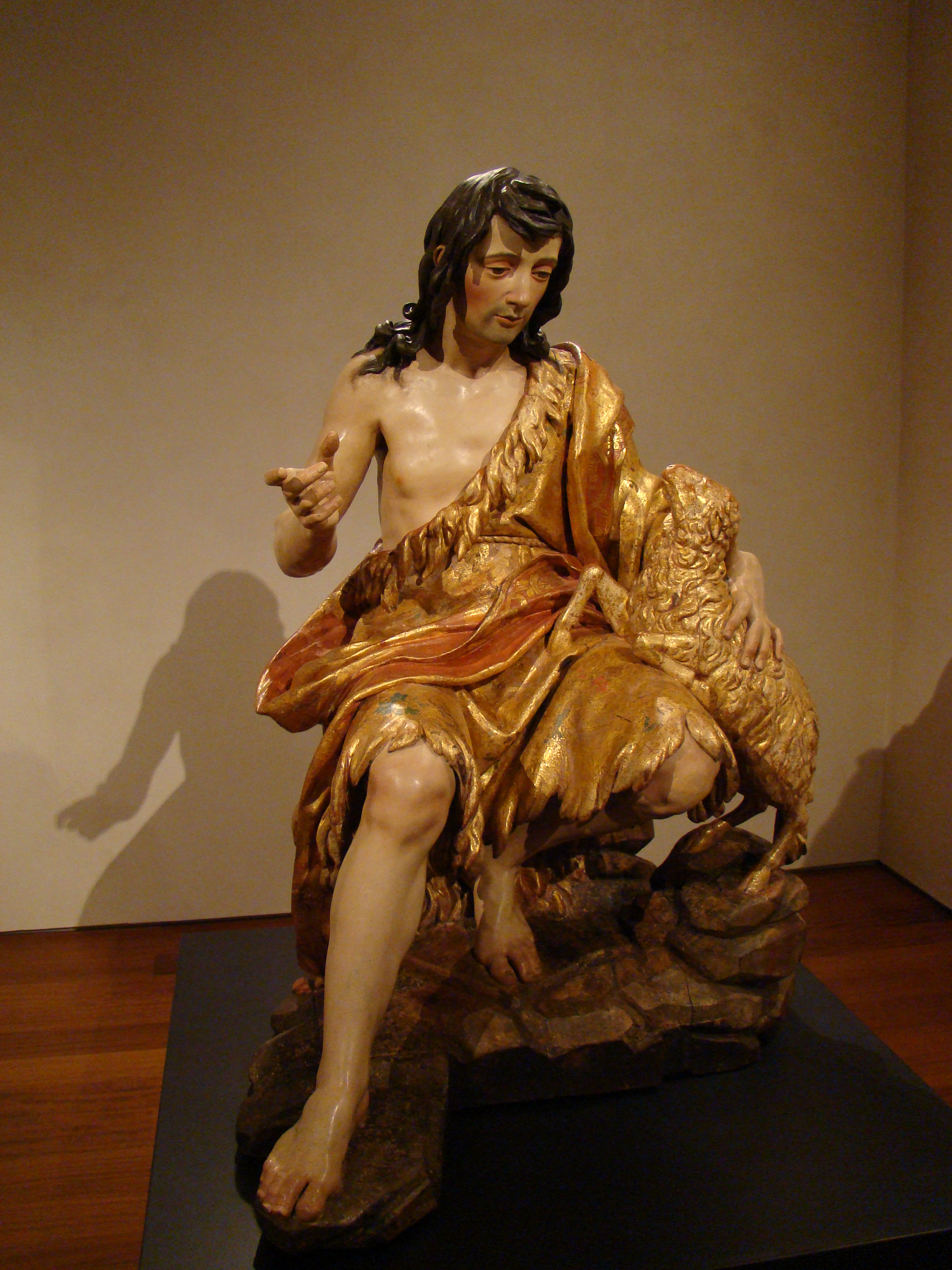
San Giovanni Battista di Alonso Cano, 1634.
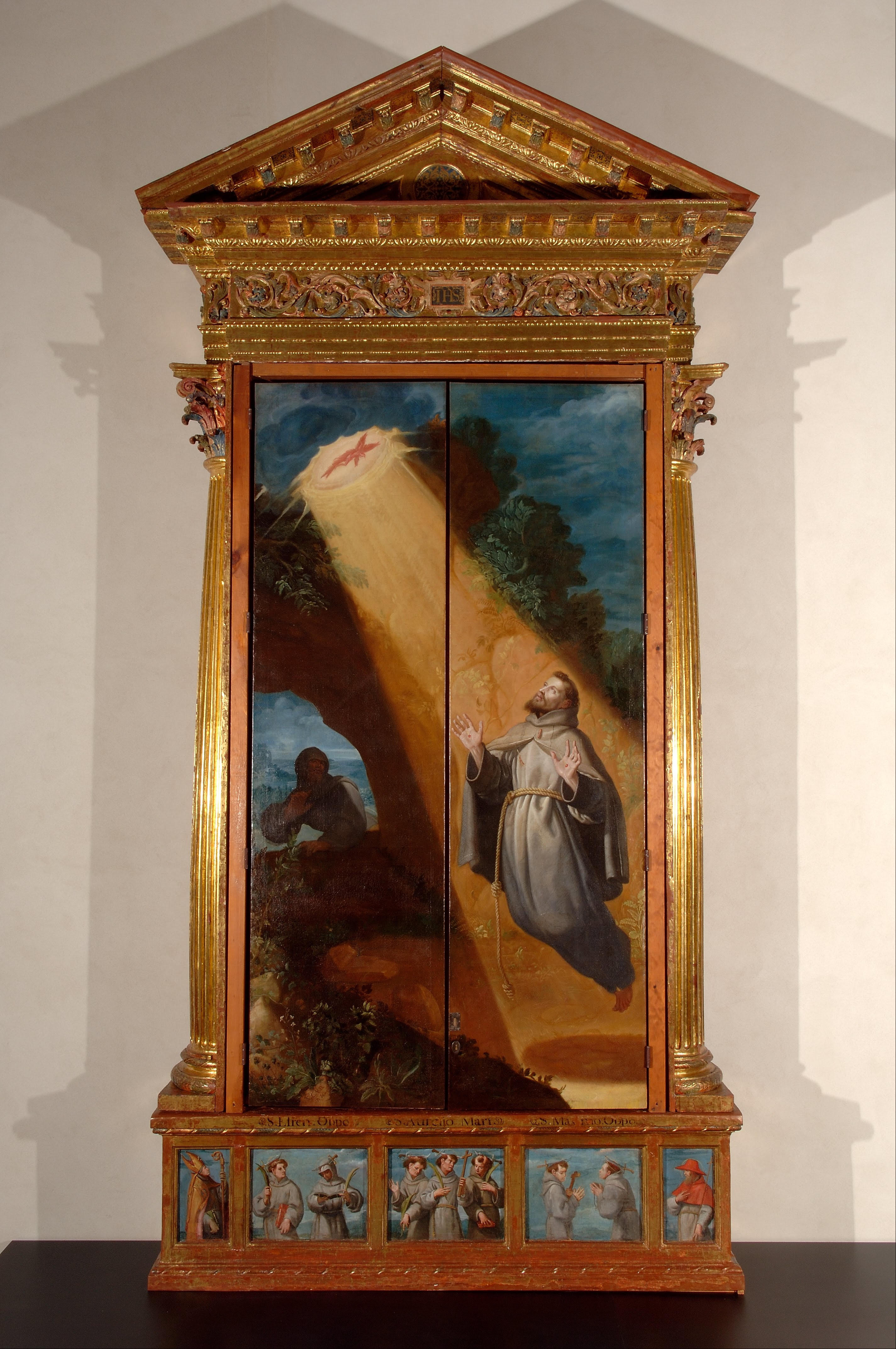
Reliquiario ripropone di San Diego di Bartolomé Carducho, 1604-1606.
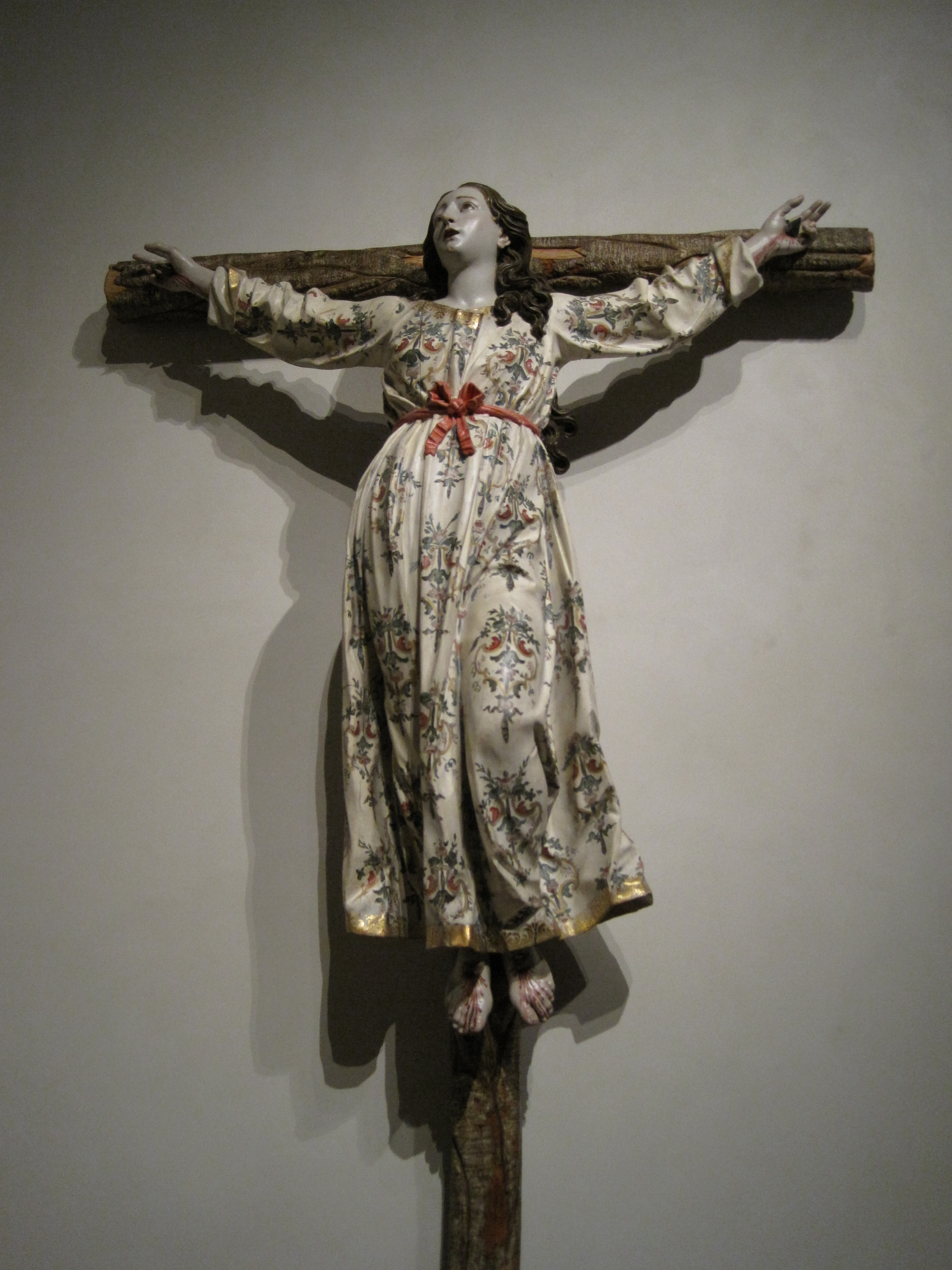
Saint Eulalia di Luis Salvador Carmona (Metà del XVIII secolo).
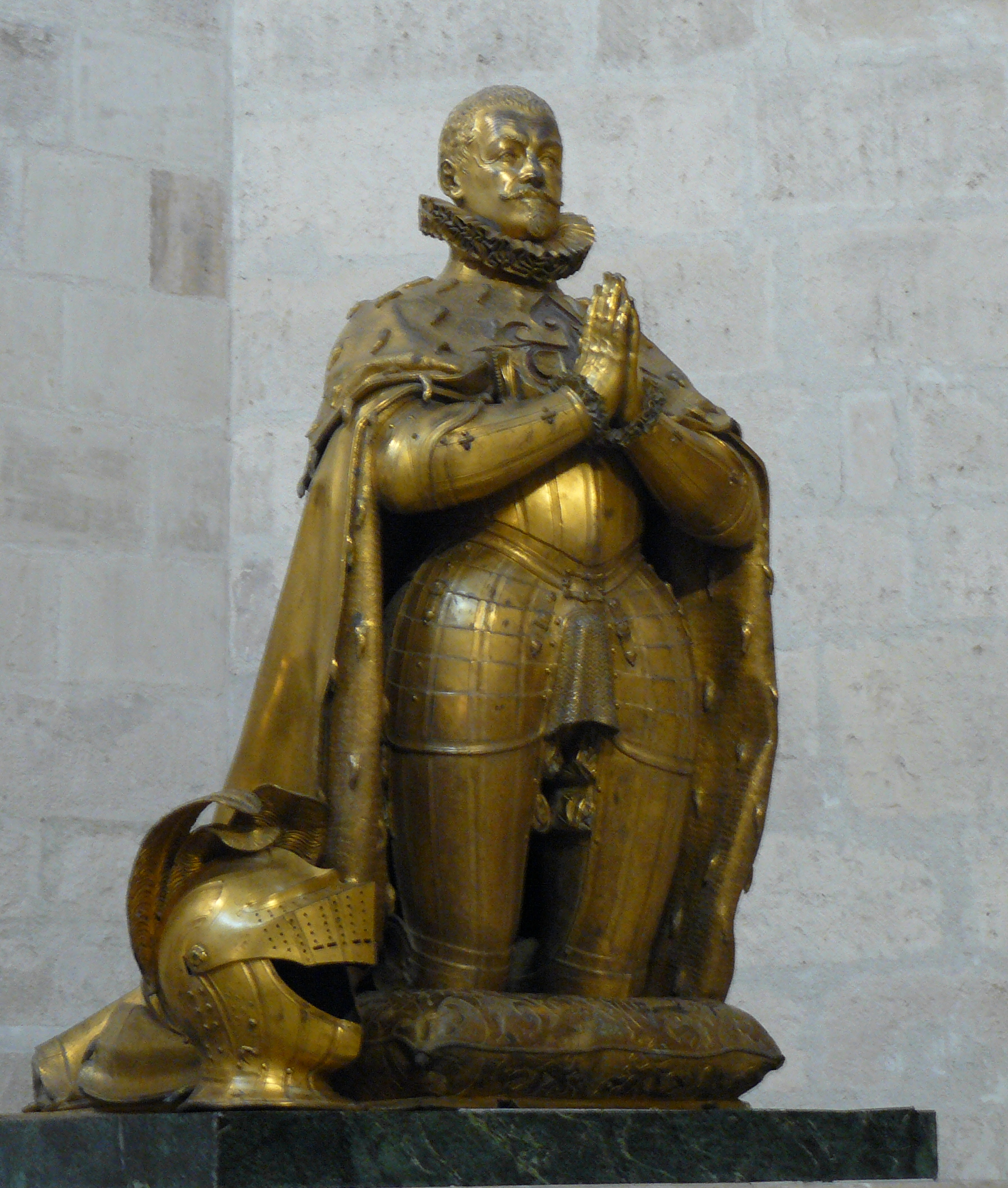
Statua del Duca di Lerma
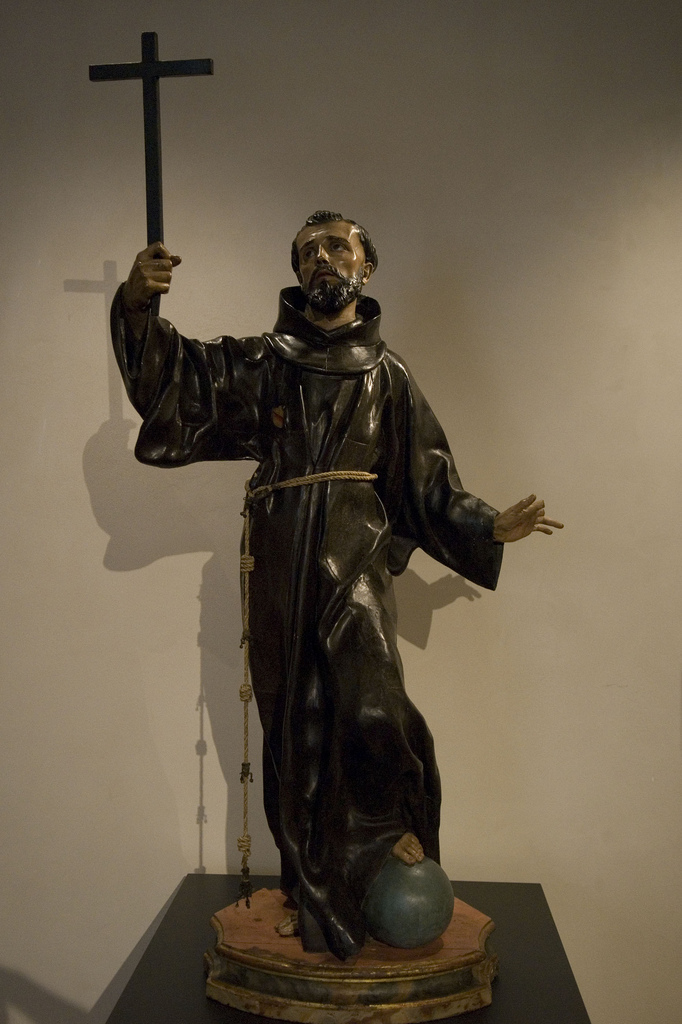
San Francesco d'Assisi di Francisco Salzillo, XVIII secolo.
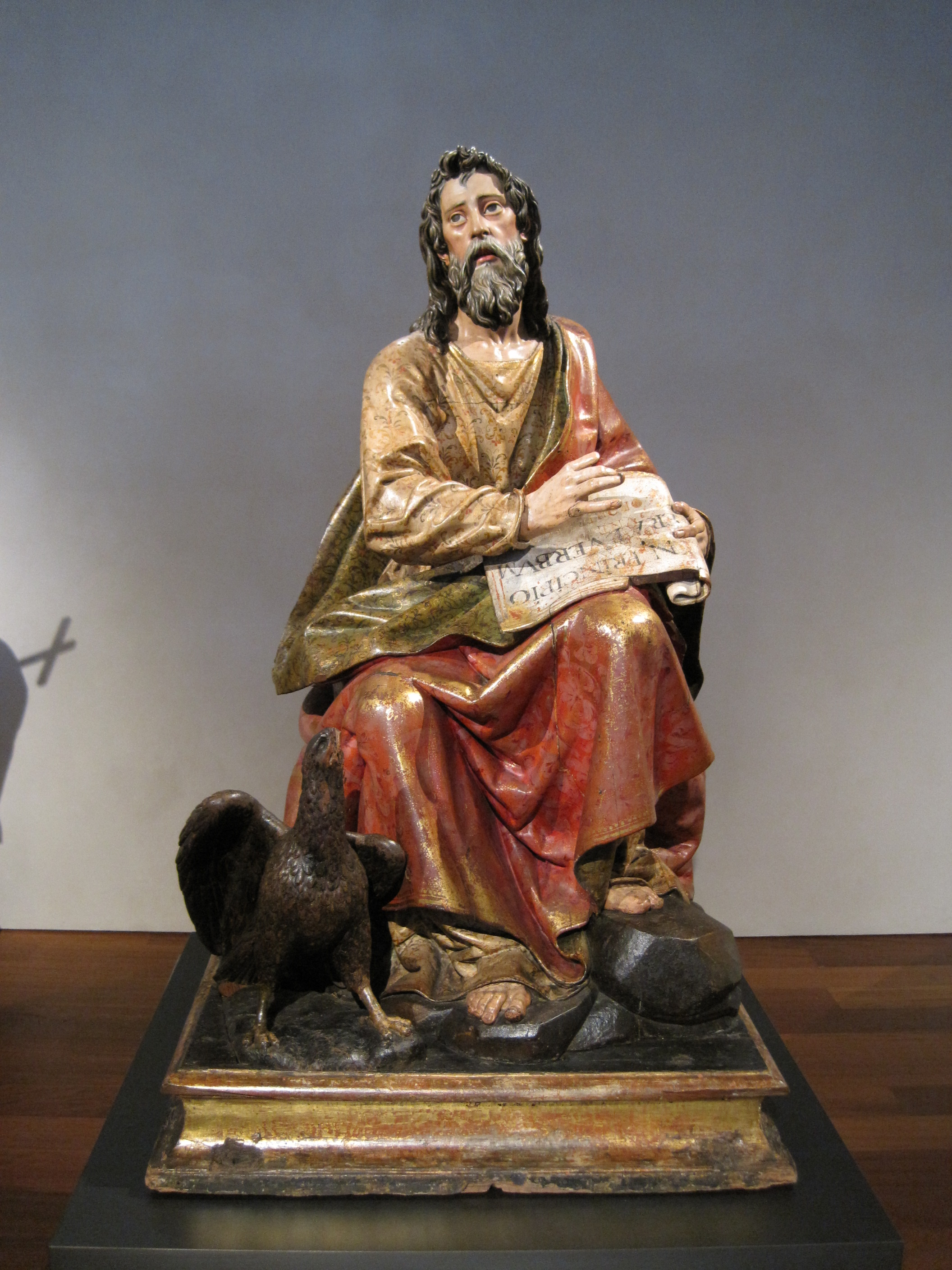
San Giovanni Evangelista di Juan Martínez Montañés, 1638.
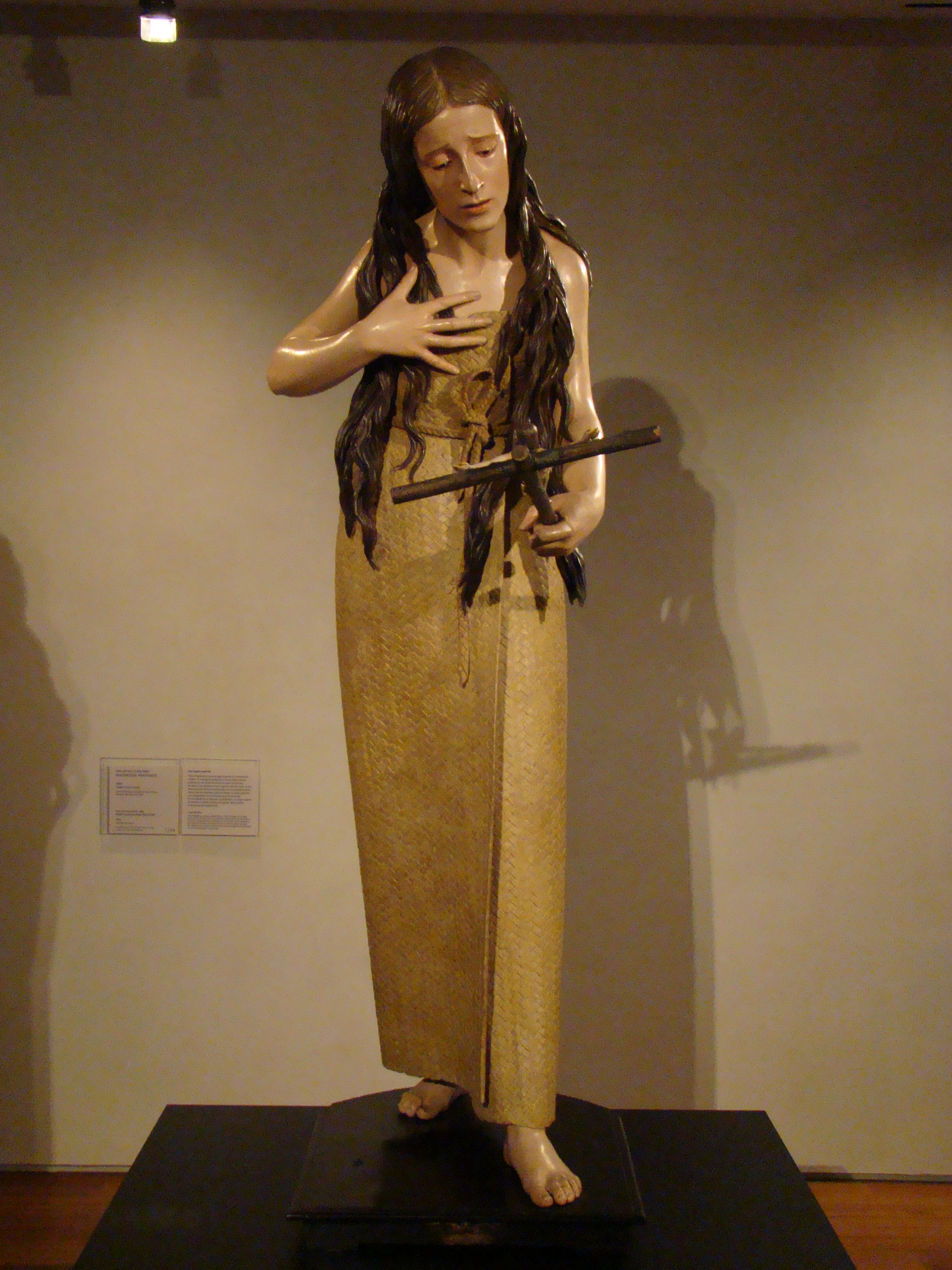
Maddalena penitente di Pedro de Mena, 1663-1664.